# Список птиц Калифорнии

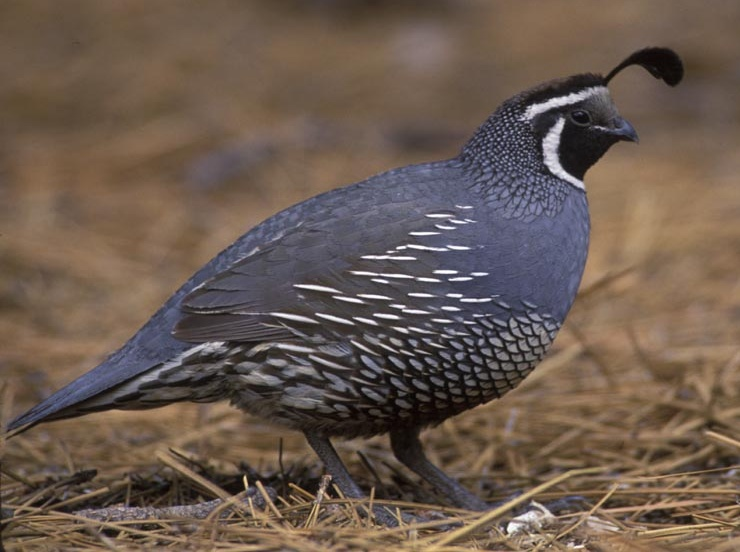
Калифорнийский перепел — официальная птица штата Калифорния.

Ниже представлен список птиц Калифорнии, являющийся полным списком всех видов птиц, которые наблюдались в американском штате Калифорния, как это определено Калифорнийским комитетом записей птиц (CBRC).
По состоянию на 2017 год в этом списке насчитывается 665 видов. Два из этих видов являются эндемиками, 11 были ввезены людьми (прямо или косвенно), один вид был истреблен, и один вид был истреблен в дикой природе, но его реинтродукция продолжается. Было задокументировано пять дополнительных видов, но «CBRC не смог достичь консенсуса относительно того, связаны ли записи этих видов с истинными естественными мигрирующими видами или же они убежали из неволи.» Следующие теги отмечают виды в каждой из этих категорий и одну дополнительную категорию:
- (En) Эндемик в Калифорнии
- (I) Ввезен, но теперь акклиматизирован в Калифорнии
- (Ex) Истреблен в Калифорнии
- (RI) Реинтродукция продолжается — пока не акклиматизирован
- (*) Обзор видов Калифорнийского комитета записей птиц (194 вида; в целом, обзор видов в среднем четыре или меньше случаев в год в Калифорнии за последний десятилетний период.)
- (UO) Неизвестного происхождения

Особи или даже стаи многих дополнительных видов были зарегистрированы в Калифорнии, но эти птицы предположительно были намеренно выпущены или сбежали из неволи. В отсутствие доказательств дикого происхождения, они не включены в список CBRC.
Этот список представлен в таксономической последовательности Контрольного перечня североамериканских птиц, 7-го издания через 58-е дополнение, опубликованного Американским орнитологическим союзом (AOS). Обычные и научные названия также относятся к списку Контрольного перечня.

## Утки, гуси и лебеди
- Отряд: Гусеобразные
  - Семейство: Утиные

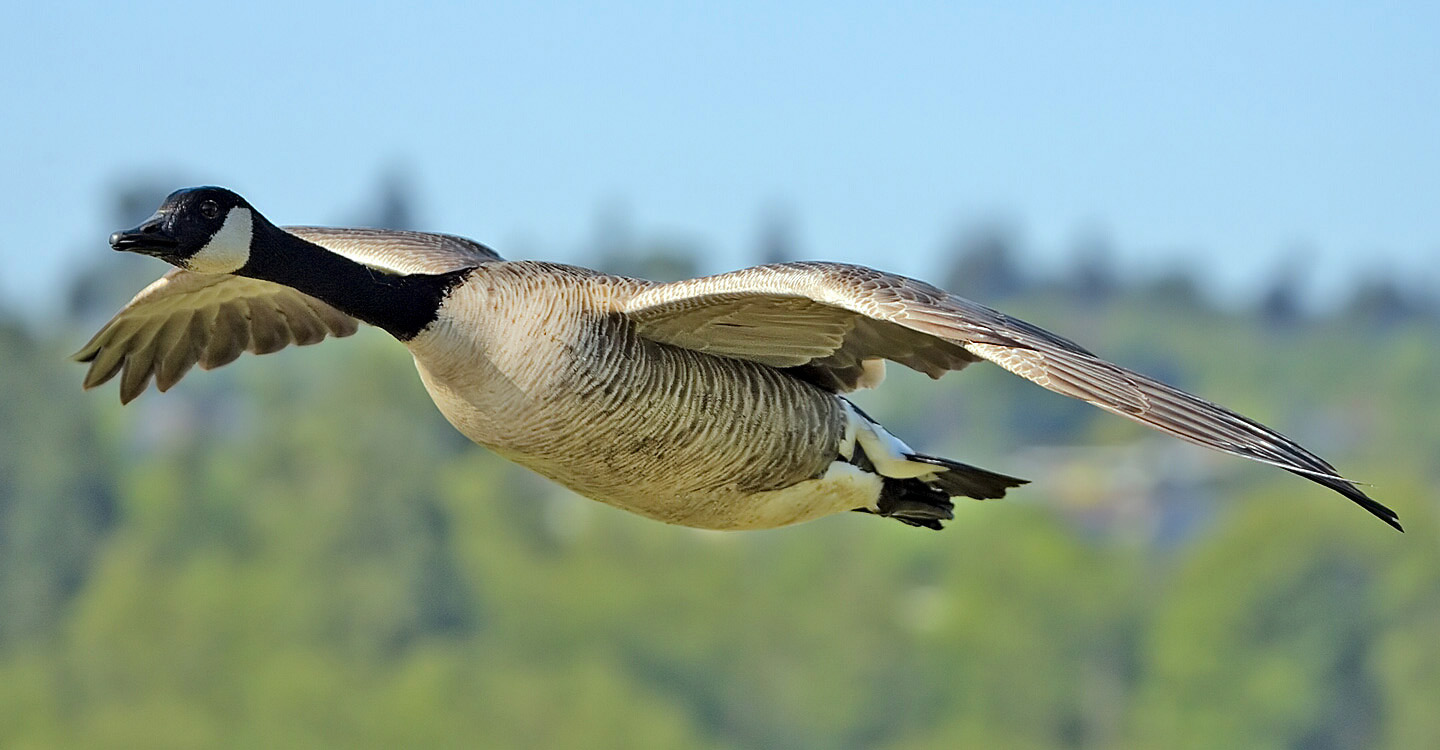
Канадская казарка Branta canadensis

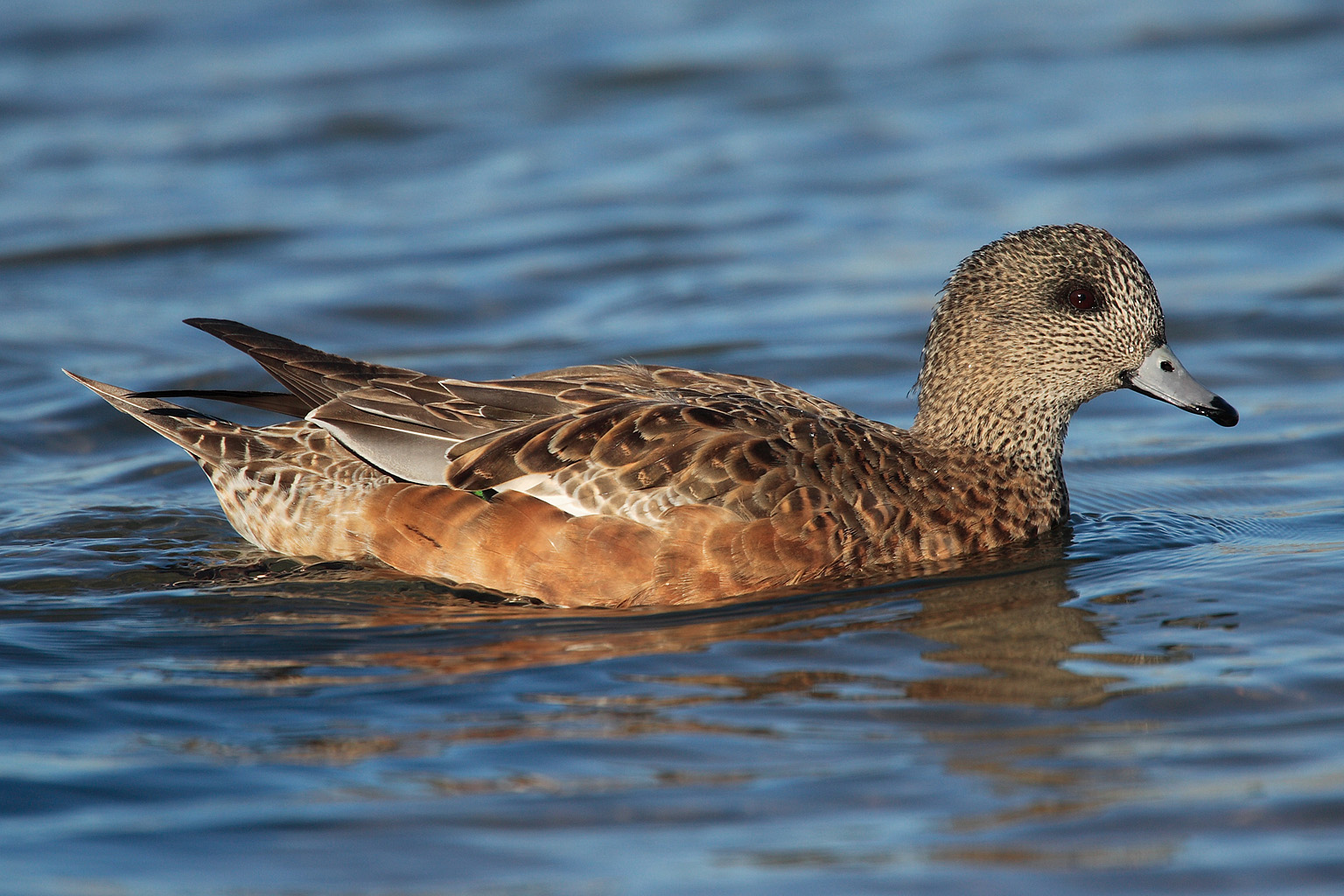
Американская свиязь Anas americana

    - Чернобрюхая свистящая утка, Dendrocygna autumnalis (*)
    - Рыжая свистящая утка, Dendrocygna bicolor (*)
    - Гусь-белошей, Anser canagicus (*)
    - Белый гусь, Anser caerulescens
    - Гусь Росса, Anser rossii
    - Белолобый гусь, Anser albifrons
    - Восточносибирский тундровый гуменник, Anser serrirostris (*)
    - Чёрная казарка, Branta bernicla
    - Малая канадская казарка, Branta hutchinsii
    - Канадская казарка, Branta canadensis
    - Лебедь-трубач, Cygnus buccinator
    - Американский лебедь, Cygnus columbianus
    - Лебедь-кликун, Cygnus cygnus (*)
    - Каролинская утка, Aix sponsa
    - Чирок-клоктун, Anas formosa (*)
    - Чирок-трескунок, Anas querquedula (*)
    - Голубокрылый чирок, Anas discors
    - Коричневый чирок, Anas cyanoptera
    - Широконоска, Anas clypeata
    - Серая утка, Anas strepera
    - Косатка, Anas falcata (*)
    - Свиязь, Anas penelope
    - Американская свиязь, Anas americana
    - Кряква, Anas platyrhynchos
    - Американская чёрная кряква, Anas rubripes (*)
    - Шилохвость, Anas acuta
    - Чирок-свистунок, Anas crecca
    - Парусиновый нырок, Aythya valisineria
    - Американский красноголовый нырок, Aythya americana
    - Красноголовый нырок, Aythya ferina (*)
    - Ошейниковая чернеть, Aythya collaris
    - Хохлатая чернеть, Aythya fuligula
    - Морская чернеть, Aythya marila
    - Малая морская чернеть, Aythya affinis
    - Сибирская гага, Polysticta stelleri (*)
    - Гага-гребенушка, Somateria spectabilis (*)
    - Обыкновенная гага, Somateria mollissima (*)
    - Каменушка, Histrionicus histrionicus
    - Пестроносый турпан, Melanitta perspicillata
    - Турпан, Melanitta fusca
    - Синьга, Melanitta nigra (*)
    - Американская синьга, Melanitta americana
    - Морянка, Clangula hyemalis
    - Малый гоголь, Bucephala albeola
    - Обыкновенный гоголь, Bucephala clangula
    - Исландский гоголь, Bucephala islandica
    - Луток, Mergellus albellus (*)
    - Хохлатый крохаль, Lophodytes cucullatus
    - Большой крохаль, Mergus merganser
    - Средний крохаль, Mergus serrator
    - Американская савка, Oxyura jamaicensis

## Перепела Нового Света
- Отряд: Курообразные
  - Семейство: Зубчатоклювые куропатки
    - Калифорнийский горный перепел, Oreortyx pictus
    - Калифорнийский хохлатый перепел, Callipepla californica
    - Шлемоносный хохлатый перепел, Callipepla gambelii

## Фазаны, рябчики и другие
- Отряд: Курообразные
  - Семейство: Фазановые
    - Азиатский кеклик, Alectoris chukar (I)
    - Обыкновенный фазан, Phasianus colchicus (I)
    - Воротничковый рябчик, Bonasa umbellus
    - Шалфейный тетерев, Centrocercus urophasianus
    - Белохвостая куропатка, Lagopus leucurus (I)
    - Голубой тетерев, Dendragapus obscurus
    - Острохвостый тетерев, Tympanuchus phasianellus (Ex)
    - Индейка, Meleagris gallopavo (I)

## Поганки
- Отряд: Поганкообразные
  - Семейство: Поганковые

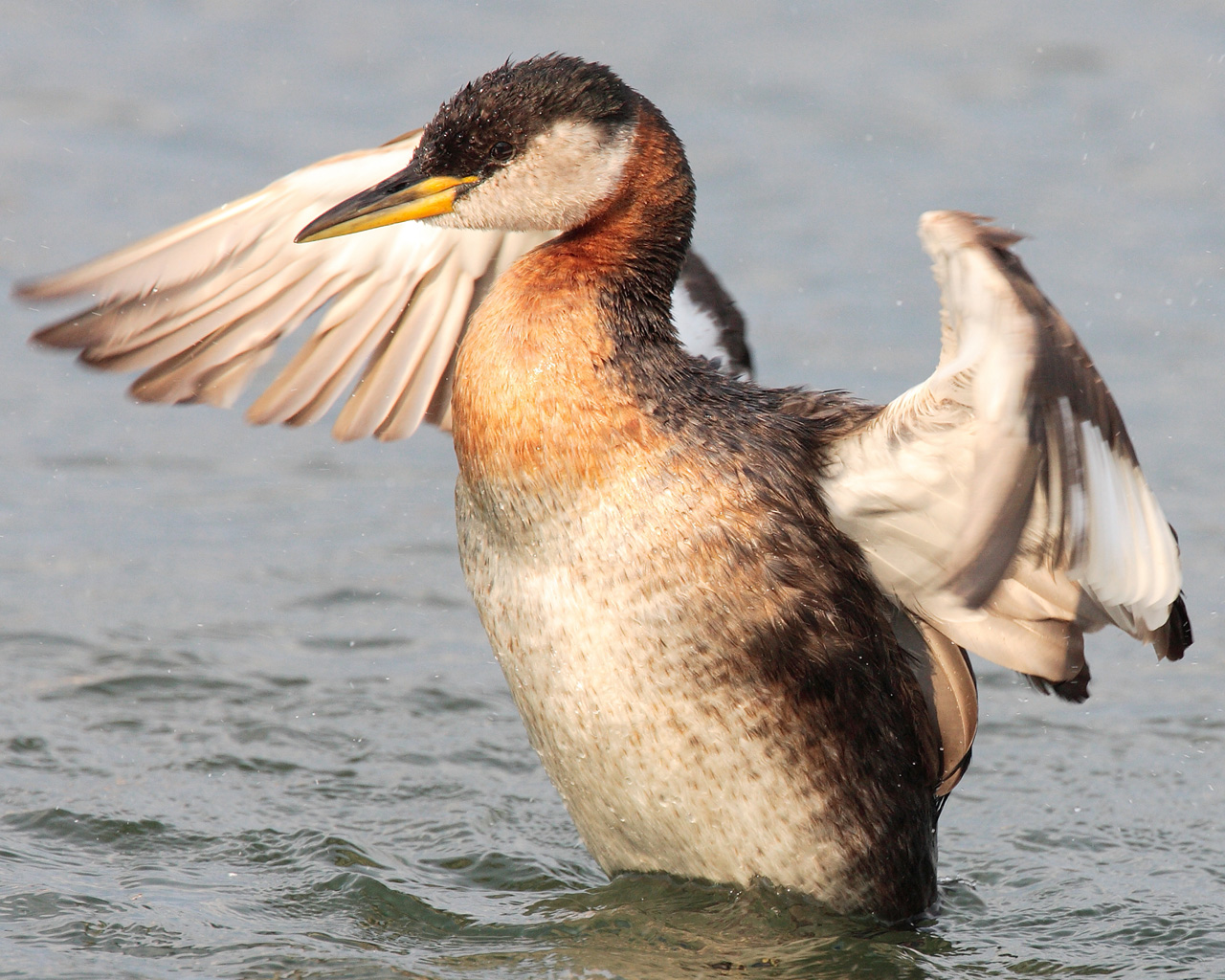
Серощёкая поганка Podiceps grisegena

    - Доминиканская поганка, Tachybaptus dominicus (*)
    - Пестроклювая поганка, Podilymbus podiceps
    - Красношейная поганка, Podiceps auritus
    - Серощёкая поганка, Podiceps grisegena
    - Черношейная поганка, Podiceps nigricollis
    - Западноамериканская поганка, Aechmorphorus occidentalis
    - Поганка Кларка, Aechmorphorus clarkii

## Голуби и горлицы
- Отряд: Голубеобразные
  - Семейство: Голубиные
    - Сизый голубь, Columba livia (I)

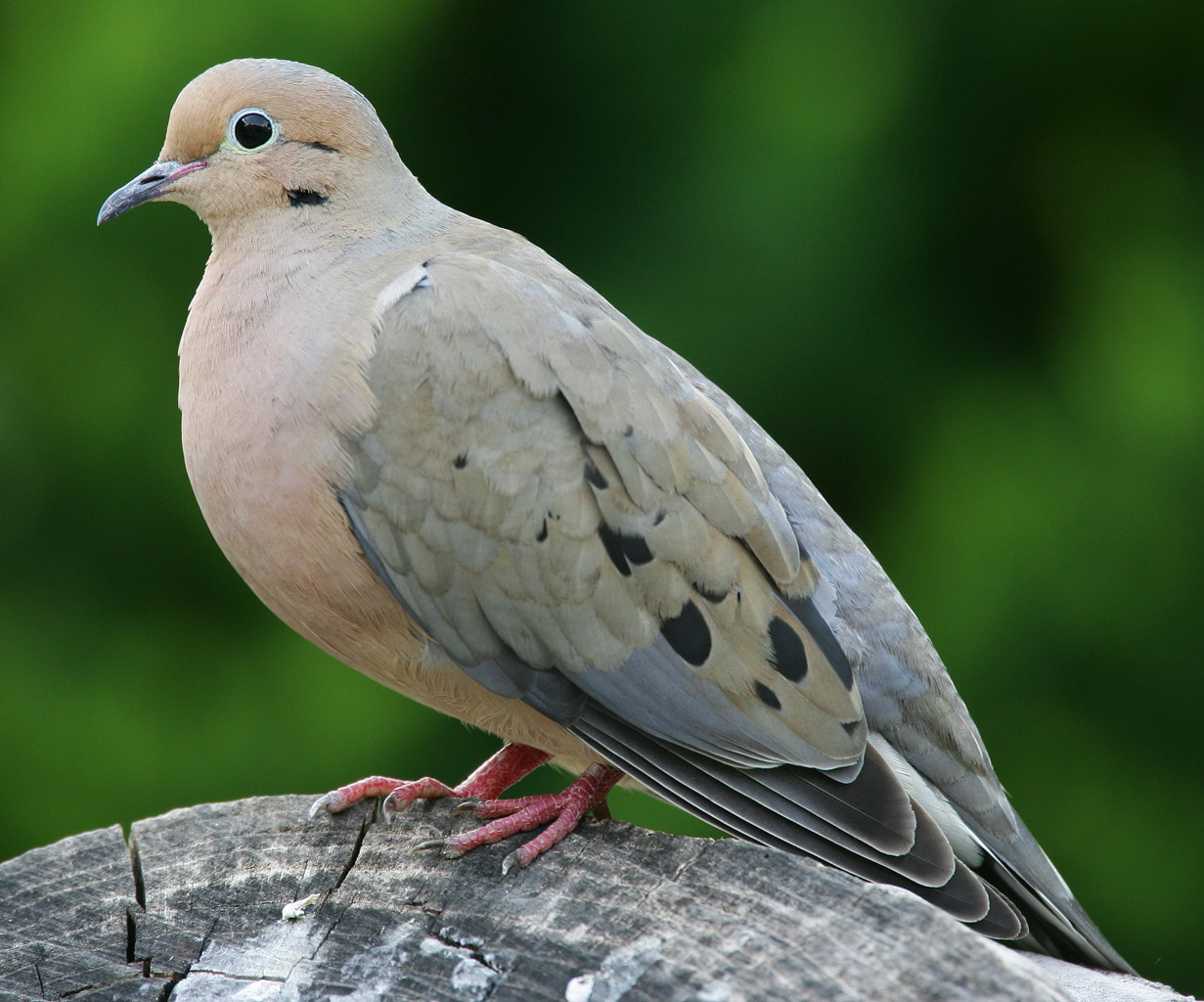
Плачущая горлица Zenaida macroura

    - Полосатохвостый голубь, Patagioenas fasciata
    - Большая горлица, Streptopelia orientalis (*)
    - Кольчатая горлица, Streptopelia decaocto (I)
    - Пятнистая горлица, Spilopelia chinensis (I)
    - Инкская горлица, Columbina inca
    - Воробьиная земляная горлица, Columbina passerina
    - Коричневая земляная горлица, Columbina talpacoti
    - Белокрылая горлица, Zenaida asiatica
    - Плачущая горлица, Zenaida macroura

## Кукушки
- Отряд: Кукушкообразные
  - Семейство: Кукушковые

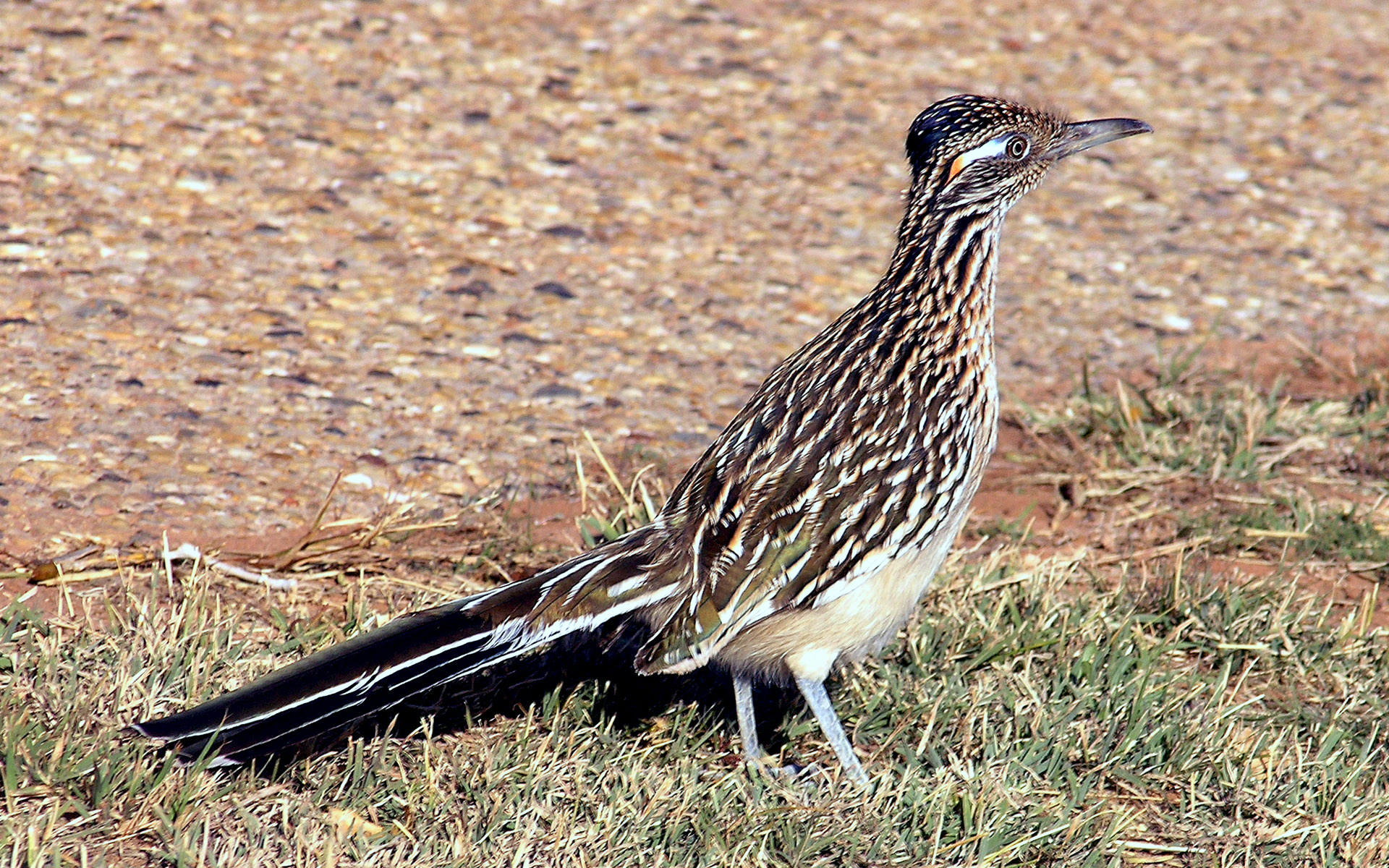
Калифорнийская земляная кукушка Geococcyx californianus

    - Обыкновенная кукушка, Cuculus canorus (*)
    - Желтоклювая американская кукушка, Coccyzus americanus
    - Черноклювая американская кукушка, Coccyzus erythropthalmus (*)
    - Калифорнийская земляная кукушка, Geococcyx californianus
    - Бороздчатоклювый ани, Crotophaga sulcirostris (*)

## Козодои
- Отряд: Козодоеобразные
  - Семейство: Настоящие козодои

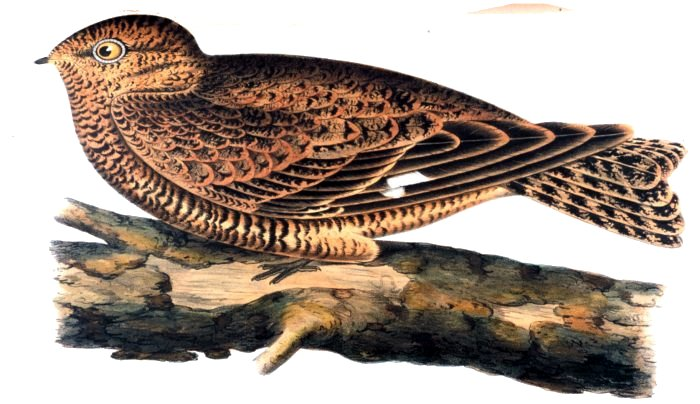
Американский белогорлый козодой Phalaenoptilus nuttallii, рисунок 1859 года

    - Малый сумеречный козодой, Chordeiles acutipennis
    - Виргинский сумеречный козодой, Chordeiles minor
    - Американский белогорлый козодой, Phalaenoptilus nuttallii
    - Каролинский козодой, Antrostomus carolinensis (*)
    - Бурошейный козодой, Antrostomus ridgwayi (*)
    - Жалобный козодой, Antrostomus vociferus (*)
    - Аризонский жалобный козодой, Antrostomus arizonae

## Стрижи, колибри
- Отряд: Стрижеобразные
  - Семейство: Стрижиные

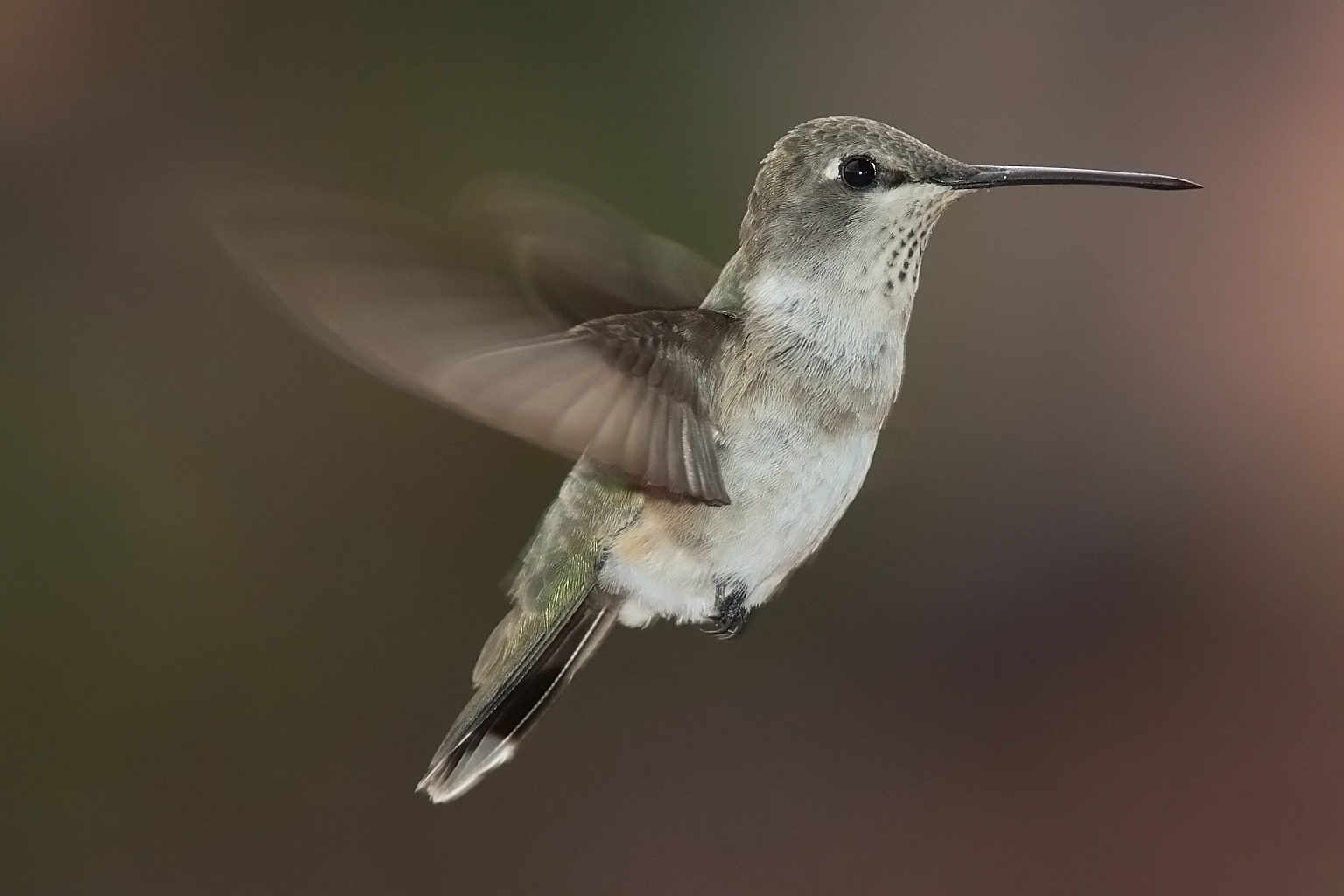
Черногорлый архилохус Archilochus alexandri

    - Чёрный американский стриж, Cypseloides niger
    - Ошейниковый американский стриж, Streptoprocne zonaris (*)
    - Дымчатый иглохвост, Chaetura pelagica
    - Серобрюхий иглохвост, Chaetura vauxi
    - Чёрный стриж, Apus apus (*)
    - Белобрюхий мохноногий стриж, Aeronautes saxatalis

  - Семейство: Колибри
    - Крошечный колибри, Colibri thalassinus (*)
    - Колибри-герцог, Eugenes fulgens (*)
    - Синегорлый сверкающий колибри, Lampornis clemenciae (*)
    - Рубиновогорлый колибри, Archilochus colubris (*)
    - Черногорлый архилохус, Archilochus alexandri
    - Калипта Анны, Calypte anna
    - Калипта Коста, Calypte costae
    - Трёхцветный селасфорус, Selasphorus platycercus
    - Охристый колибри, Selasphorus rufus
    - Селасфорус Аллена, Selasphorus sasin
    - Селасфорус-каллиопа, Selasphorus calliope
    - Ширококлювый цинантус, Cynanthus latirostris (*)
    - Фиолетовошапочная амазилия, Amazilia violiceps (*)
    - Чернолобый сапфир, Hylocharis xantusii (*)

## Пастушки, султанки и лысухи
- Отряд: Журавлеобразные
  - Семейство: Пастушковые

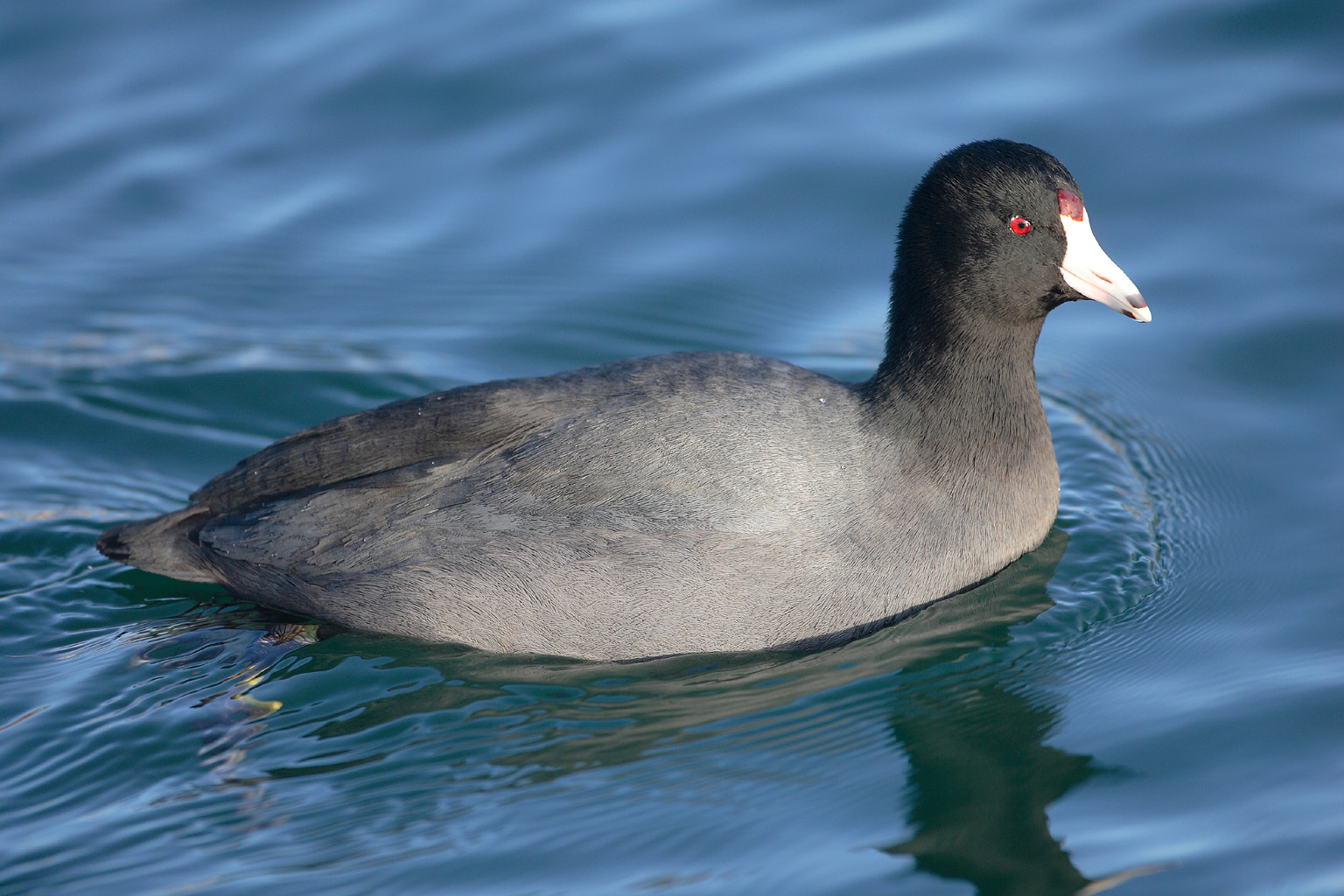
Американская лысуха Fulica americana

    - Желтый погоныш, Coturnicops noveboracensis
    - Американский чёрный погоныш, Laterallus jamaicensis
    - Пастушок Риджуэйя, Rallus obsoletus
    - Центральноамериканский пастушок, Rallus limicola
    - Каролинский погоныш, Porzana carolina
    - Малая султанка, Porphyrio martinica (*)
    - Gallinula galeata
    - Американская лысуха, Fulica americana

## Журавли
- Отряд: Журавлеобразные
  - Семейство: Журавлиные
    - Журавль-красавка, Anthropoides virgo (UO)
    - Канадский журавль, Grus canadensis
    - Серый журавль, Grus grus (*)

## Ходулочники и шилоклювки
- Отряд: Ржанкообразные
  - Семейство: Шилоклювковые
    - Himantopus mexicanus
    - Американская шилоклювка, Recurvirostra americana

## Кулик-сороки
- Отряд: Ржанкообразные
  - Семейство: Кулики-сороки
    - Американский кулик-сорока, Haematopus palliatus
    - Чёрный кулик-сорока, Haematopus bachmani

## Зуйки и чибисы
- Отряд: Ржанкообразные
  - Семейство: Ржанковые
    - Тулес, Pluvialis squatarola

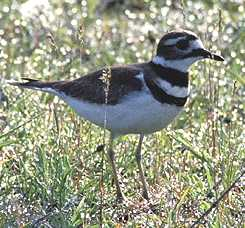
Крикливый зуёк Charadrius vociferus

    - Американская бурокрылая ржанка, Pluvialis dominica
    - Бурокрылая ржанка, Pluvialis fulva
    - Монгольский зуёк, Charadrius mongolus (*)
    - Большеклювый зуёк, Charadrius leschenaultii (*)
    - Снежный зуёк, Charadrius nivosus
    - Зуёк Вильсона, Charadrius wilsonia (*)
    - Галстучник, Charadrius hiaticula (*)
    - Перепончатопалый галстучник, Charadrius semipalmatus
    - Желтоногий зуёк, Charadrius melodus (*)
    - Крикливый зуёк, Charadrius vociferus
    - Горный зуёк, Charadrius montanus
    - Хрустан, Charadrius morinellus (*)

## Песочники и другие
- Отряд: Ржанкообразные
  - Семейство: Бекасовые

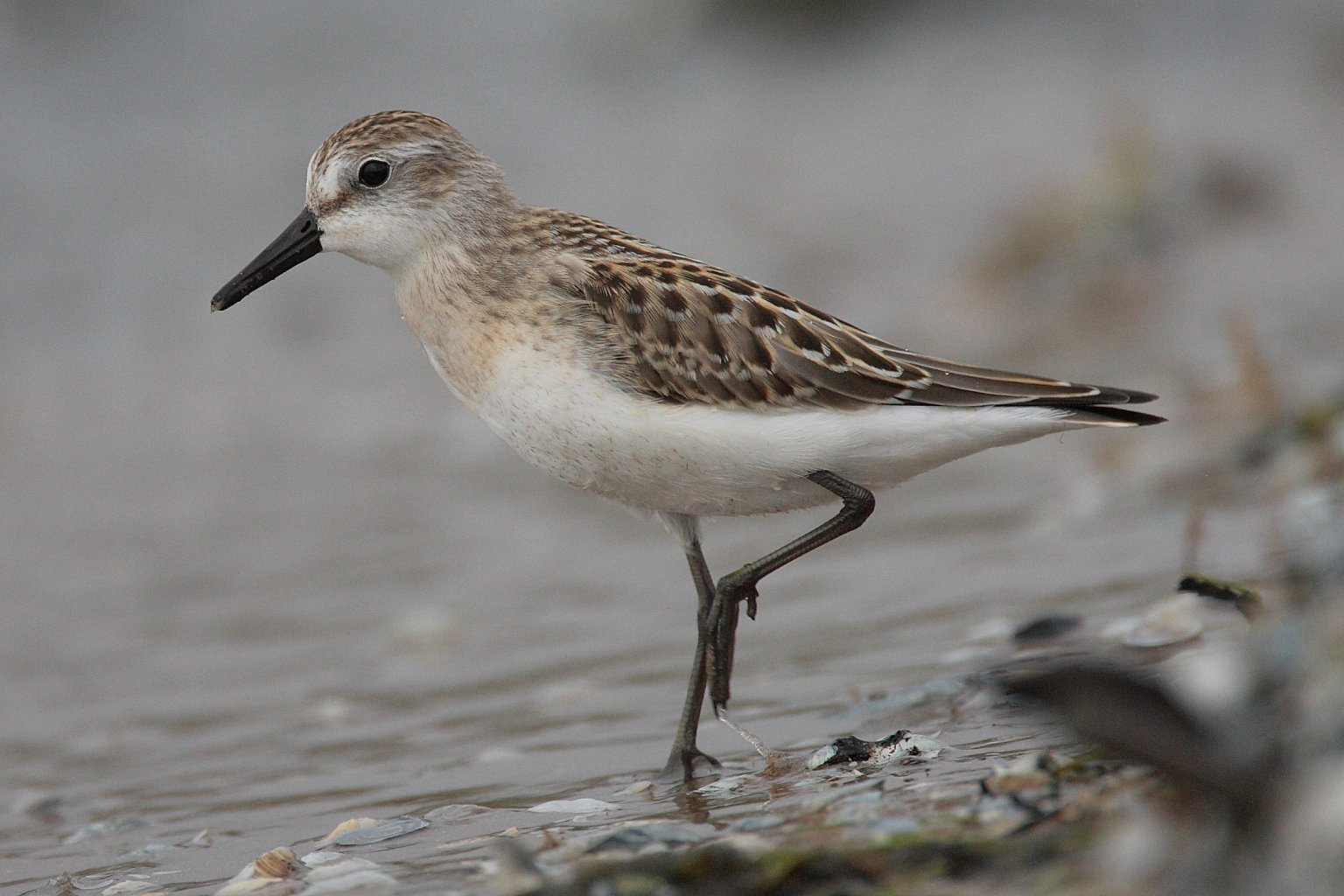
Малый песочник Calidris pusilla

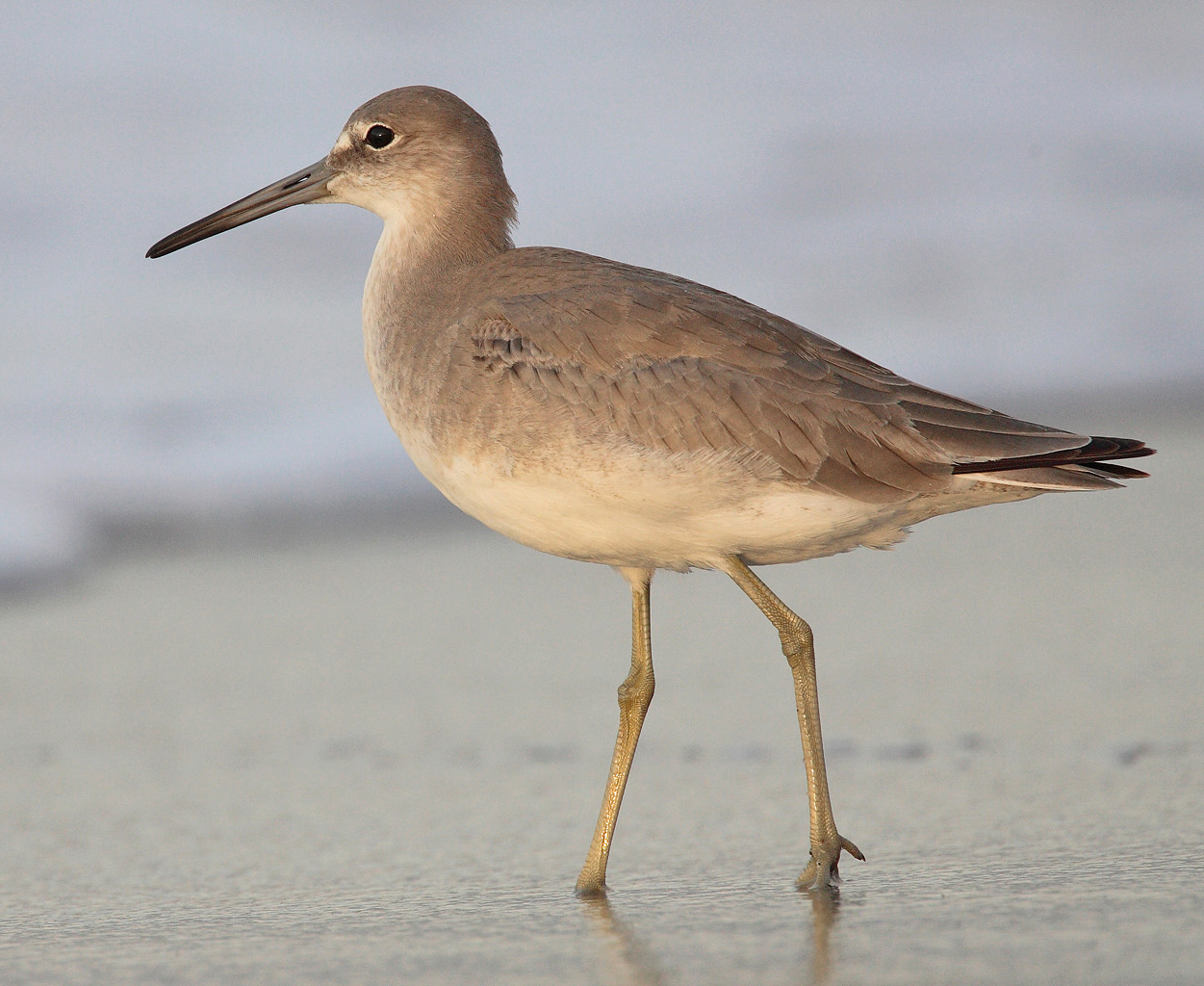
Перепончатопалый улит Tringa semipalmata

    - Бартрамия, Bartramia longicauda (*)
    - Таитийский кроншнеп, Numenius tahitiensis (*)
    - Средний кроншнеп, Numenius phaeopus
    - Кроншнеп-малютка, Numenius minutus (*)
    - Длинноклювый кроншнеп, Numenius americanus
    - Малый веретенник, Limosa lapponica (*)
    - Канадский веретенник, Limosa haemastica (*)
    - Пятнистый веретенник, Limosa fedoa
    - Камнешарка, Arenaria interpres
    - Чёрная камнешарка, Arenaria melanocephala
    - Исландский песочник, Calidris canutus
    - Бурунный кулик, Calidris virgata
    - Турухтан, Philomachus pugnax
    - Острохвостый песочник, Calidris acuminata
    - Ходулочниковый песочник, Calidris himantopus
    - Краснозобик, Calidris ferruginea (*)
    - Длиннопалый песочник, Calidris subminuta (*)
    - Песочник-красношейка, Calidris ruficollis (*)
    - Песчанка, Calidris alba
    - Чернозобик, Calidris alpina
    - Берингийский песочник, Calidris ptilocnemis
    - Морской песочник, Calidris maritima (*)
    - Бэрдов песочник, Calidris bairdii
    - Кулик-воробей, Calidris minuta (*)
    - Песочник-крошка, Calidris minutilla
    - Бонапартов песочник, Calidris fuscicollis (*)
    - Канадский песочник, Tryngites subruficollis
    - Дутыш, Calidris melanotos
    - Малый песочник, Calidris pusilla
    - Перепончатопалый песочник, Calidris mauri
    - Короткоклювый бекасовидный веретенник, Limnodromus griseus
    - Американский бекасовидный веретенник, Limnodromus scolopaceus
    - Гаршнеп, Lymnocryptes minimus (*)
    - Американский вальдшнеп, Scolopax minor (*)
    - Бекас, Gallinago gallinago (*)
    - Gallinago delicata, Gallinago delicata
    - Мородунка, Xenus cinereus (*)
    - Пятнистый перевозчик, Actitis macularia
    - Улит-отшельник, Tringa solitaria
    - Пепельный улит, Tringa brevipes (*)
    - Американский пепельный улит, Tringa incana
    - Желтоногий улит, Tringa flavipes
    - Перепончатопалый улит, Tringa semipalmata
    - Щёголь, Tringa erythropus (*)
    - Большой улит, Tringa nebularia (*)
    - Пёстрый улит, Tringa melanoleuca
    - Фифи, Tringa glareola (*)
    - Поручейник, Tringa stagnatilis (*)
    - Трёхцветный плавунчик, Phalaropus tricolor
    - Круглоносый плавунчик, Phalaropus lobatus
    - Плосконосый плавунчик, Phalaropus fulicarius

## Поморники
- Отряд: Ржанкообразные
  - Семейство: Поморниковые
    - Южнополярный поморник, Catharacta maccormicki
    - Средний поморник, Stercorarius pomarinus
    - Короткохвостый поморник, Stercorarius parasiticus
    - Длиннохвостый поморник, Stercorarius longicaudus

## Гагарки, кайры и топорки
- Отряд: Ржанкообразные
  - Семейство: Чистиковые
    - Тонкоклювая кайра, Uria aalge

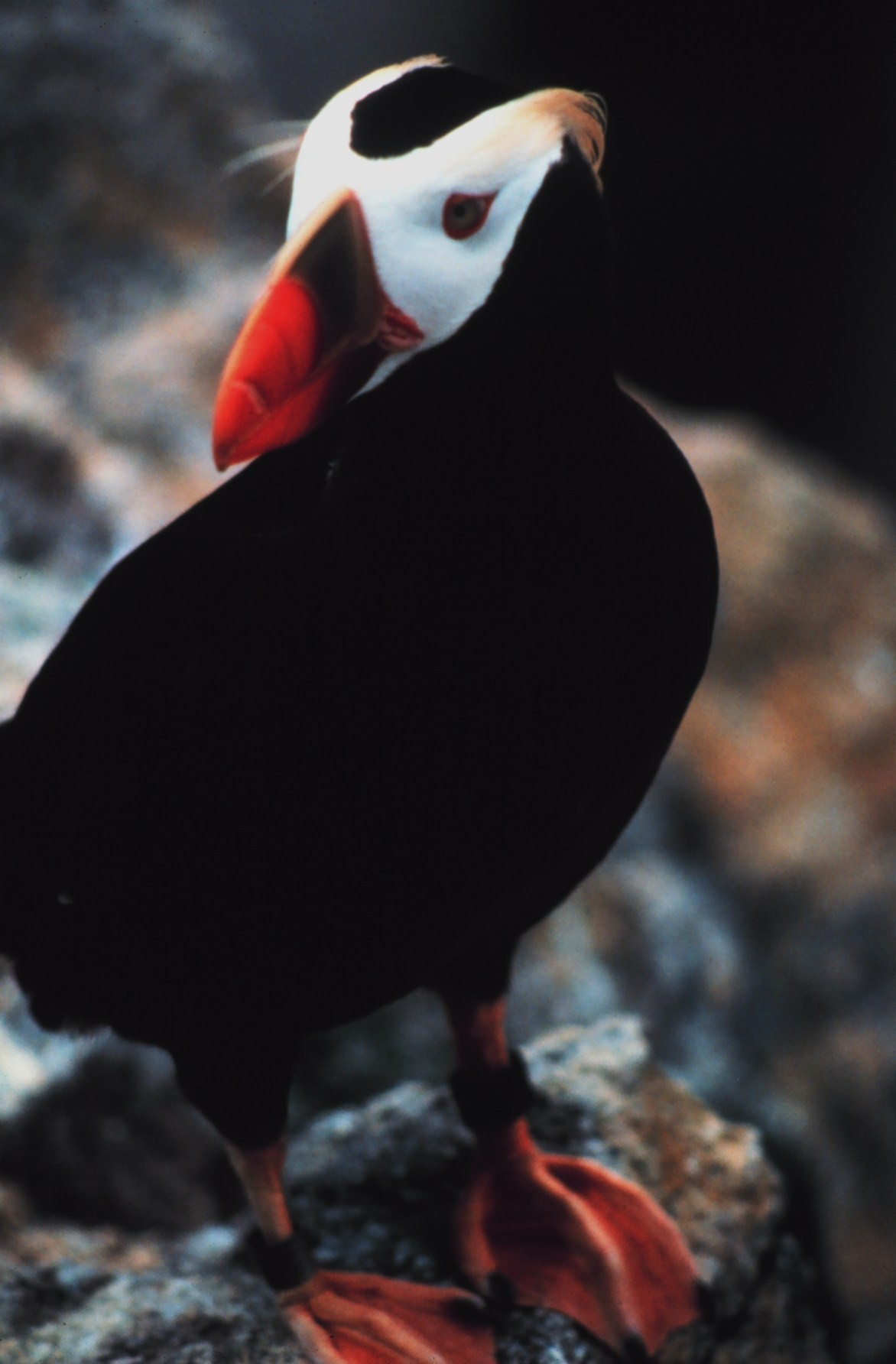
Топорок Fratercula cirrhata

    - Толстоклювая кайра, Uria lomvia (*)
    - Тихоокеанский чистик, Cepphus columba
    - Пёстрый пыжик, Brachyramphus perdix (*)
    - Длинноклювый пыжик, Brachyramphus marmoratus
    - Короткоклювый пыжик, Brachyramphus brevirostris (*)
    - Synthliboramphus scrippsi, Synthliboramphus scrippsi
    - Synthliboramphus hypoleucus, Synthliboramphus hypoleucus
    - Старик Кравера, Synthliboramphus craveri
    - Обыкновенный старик, Synthliboramphus antiquus
    - Алеутский пыжик, Ptychoramphus aleuticus
    - Белобрюшка, Aethia psittacula
    - Конюга-крошка, Aethia pusilla (*)
    - Большая конюга, Aethia cristatella (*)
    - Тупик-носорог, Cerorhinca monocerata
    - Ипатка, Fratercula corniculata
    - Топорок, Fratercula cirrhata

## Чайки, крачки и водорезы
- Отряд: Ржанкообразные
  - Семейство: Чайковые

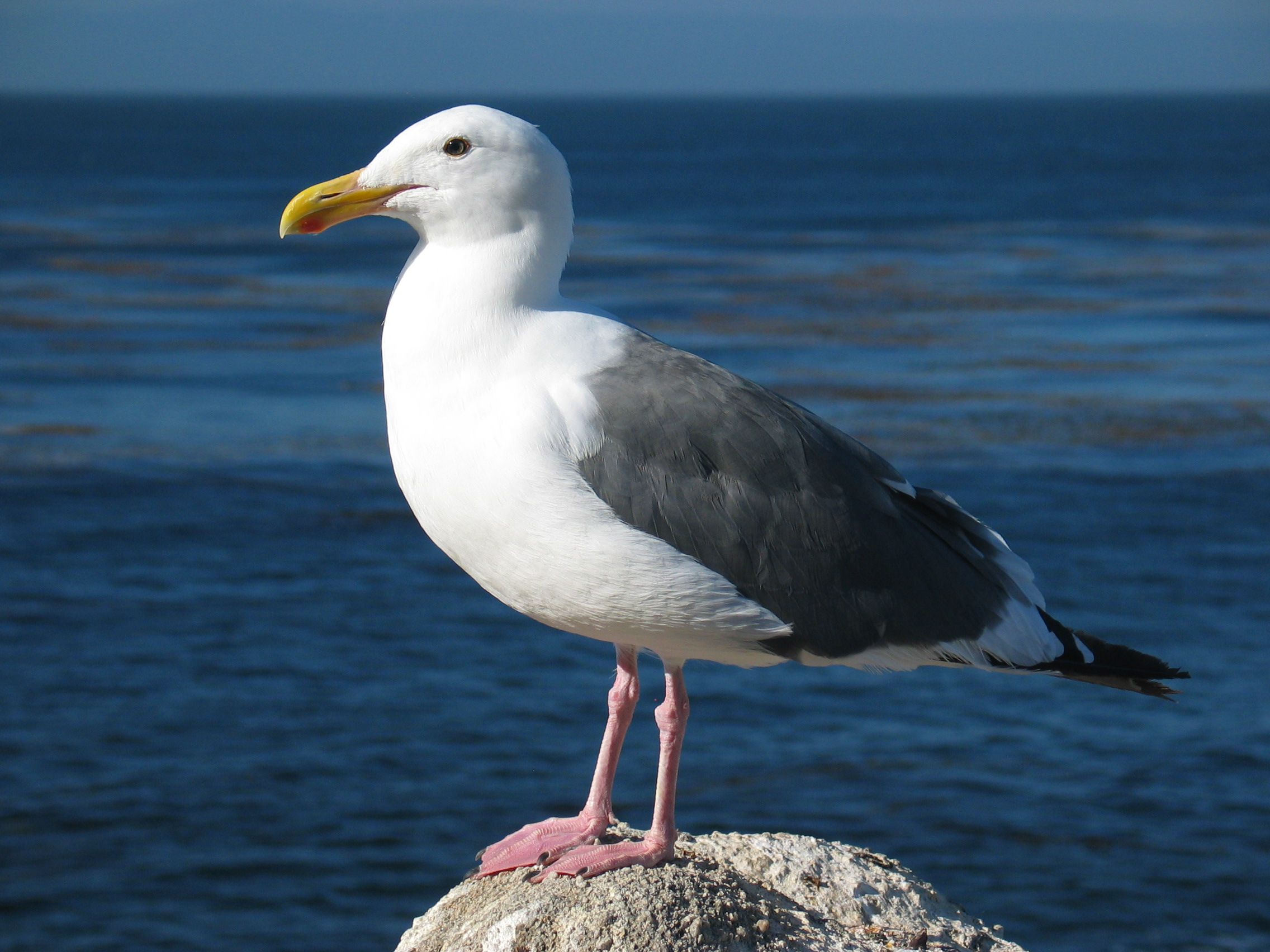
Западная чайка Larus occidentalis

    - Галапагосская чайка, Creagrus furcatus (*)
    - Обыкновенная моевка, Rissa tridactyla
    - Красноногая моевка, Rissa brevirostris (*)
    - Белая чайка, Pagophila eburnea (*)
    - Вилохвостая чайка, Xema sabini
    - Бонапартова чайка, Chroicocephalus philadelphia
    - Озёрная чайка, Larus ridibundus (*)
    - Малая чайка, Larus minutus
    - Розовая чайка, Rhodostethia rosea (*)
    - Ацтекская чайка, Leucophaeus atricilla
    - Франклинова чайка, Leucophaeus pipixcan
    - Чайка Симеона, Larus belcheri (*)
    - Чернохвостая чайка, Larus crassirostris (*)
    - Чайка Хеерманна, Larus heermanni
    - Сизая чайка, Larus canus
    - Делавэрская чайка, Larus delawarensis
    - Западная чайка, Larus occidentalis
    - Кортезская чайка, Larus livens
    - Калифорнийская чайка, Larus californicus
    - Серебристая чайка, Larus argentatus
    - Полярная чайка, Larus glaucoides (*)
    - Клуша, Larus fuscus
    - Тихоокеанская чайка, Larus schistisagus (*)
    - Серокрылая чайка, Larus glaucescens
    - Бургомистр, Larus hyperboreus
    - Морская чайка, Larus marinus (*)
    - Доминиканская чайка, Larus dominicanus (*)
    - Тёмная крачка, Onychoprion fuscatus (*)
    - Бурокрылая крачка, Onychoprion anaethetus (*)
    - Sternula antillarum
    - Чайконосая крачка, Gelochelidon nilotica
    - Чеграва, Hydroprogne caspia
    - Чёрная болотная крачка, Chlidonias niger
    - Белокрылая болотная крачка, Chlidonias leucopterus (*)
    - Речная крачка, Sterna hirundo
    - Полярная крачка, Sterna paradisaea
    - Крачка Форстера, Sterna forsteri
    - Королевская крачка, Thalasseus maximus
    - Пестроносая крачка, Thalasseus sandvicensis (*)
    - Элегантная крачка, Thalasseus elegans
    - Черный водорез, Rynchops niger

## Фаэтоны
- Отряд: Фаэтонообразные
  - Семейство: Фаэтоновые
    - Белохвостый фаэтон, Phaethon lepturus (*)
    - Красноклювый фаэтон, Phaethon aethereus
    - Краснохвостый фаэтон, Phaethon rubricauda (*)

## Гагары
- Отряд: Гагарообразные
  - Семейство: Гагаровые
    - Краснозобая гагара, Gavia stellata
    - Чернозобая гагара, Gavia arctica (*)
    - Белошейная гагара, Gavia pacifica
    - Черноклювая гагара, Gavia immer
    - Белоклювая гагара, Gavia adamsii (*)

## Альбатросы
- Отряд: Буревестникообразные
  - Семейство: Альбатросовые
    - Белошапочный альбатрос, Thalassarche cauta (*)
    - Чатемский альбатрос, Thalassarche eremita (*)
    - Альбатрос Сальвина, Thalassarche salvini (*)
    - Светлоспинный дымчатый альбатрос, Phoebetria palpebrata (*)
    - Странствующий альбатрос, Diomedea exulans (*)
    - Темноспинный альбатрос, Phoebastria immutabilis
    - Черноногий альбатрос, Phoebastria nigripes
    - Белоспинный альбатрос, Phoebastria albatrus (*)

## Буревестники и тайфунники
- Отряд: Буревестникообразные
  - Семейство: Буревестниковые
    - Глупыш, Fulmarius glacialis

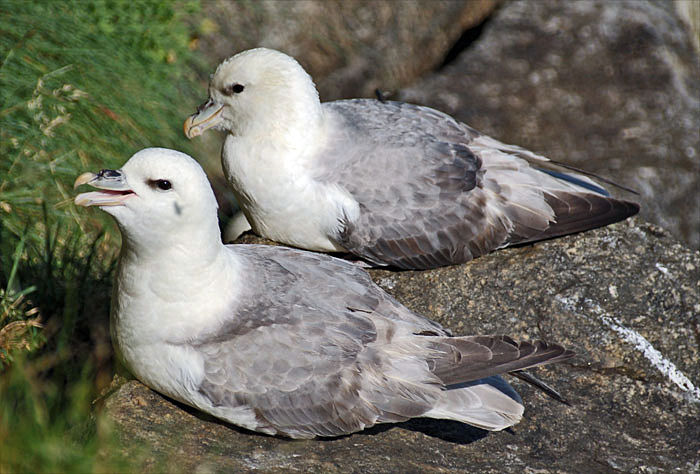
Глупыш Fulmarius glacialis

    - Длиннокрылый тайфунник, Pterodroma macroptera (*)
    - Тайфунник Мэрфи, Pterodroma ultima
    - Пёстрый тайфунник, Pterodroma inexpectata (*)
    - Гавайский тайфунник, Pterodroma sandwichensis
    - Тайфунник Кука, Pterodroma cookii
    - Тайфунник Штейнегера, Pterodroma longirostris (*)
    - Тайфунник Бульвера, Bulweria bulwerii (*)
    - Белогорлый буревестник, Procellaria aequinoctialis (*)
    - Буревестник Паркинсона, Procellaria parkinsoni (*)
    - Пестролицый буревестник, Calonectris leucomelas (*)
    - Средиземноморский буревестник, Calonectris diomedea (*)
    - Клинохвостый буревестник, Puffinus pacificus (*)
    - Буллеров буревестник, Puffinus bulleri
    - Тонкоклювый буревестник, Puffinus tenuirostris
    - Серый буревестник, Puffinus griseus
    - Большой пестробрюхий буревестник, Puffinus gravis (*)
    - Розовоногий буревестник, Puffinus creatopus
    - Бледноногий буревестник, Puffinus carneipes
    - Обыкновенный буревестник, Puffinus puffinus (*)
    - Буревестник Ньюэлла, Puffinus newelli (*)
    - Буроспинный буревестник, Puffinus opisthomelas

## Качурки
- Отряд: Буревестникообразные
  - Семейство: Качурки

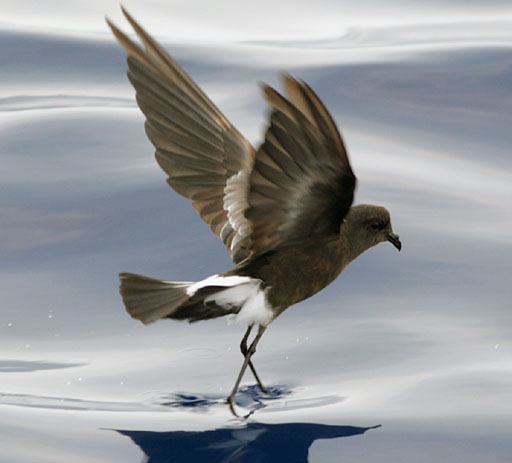
Качурка Вильсона Oceanites oceanicus

    - Качурка Вильсона, Oceanites oceanicus
    - Серая вилохвостая качурка, Oceanodroma furcata
    - Качурка Хорнби, Oceanodroma hornbyi (*)
    - Северная качурка, Oceanodroma leucorhoa
    - Качурка Таунсенда, Oceanodroma socorroensis
    - Пепельная качурка, Oceanodroma homochroa
    - Галапагосская качурка, Oceanodroma tethys (*)
    - Чёрная качурка, Oceanodroma melania
    - Тёмная качурка, Oceanodroma tristrami (*)
    - Малая калифорнийская качурка, Oceanodroma microsoma

## Аисты
- Отряд: Аистообразные
  - Семейство: Аистовые
    - Американский клювач, Mycteria americana

## Фрегаты
- Отряд: Пеликанообразные
  - Семейство: Фрегатовые
    - Великолепный фрегат, Fregata magnificens
    - Большой фрегат, Fregata minor (*)
    - Фрегат Ариель, Fregata ariel (*)

## Олуши
- Отряд: Пеликанообразные
  - Семейство: Олушевые
    - Голуболицая олуша, Sula dactylatra (*)
    - Насканская олуша, Sula granti (*)
    - Голубоногая олуша, Sula nebouxii
    - Бурая олуша, Sula leucogaster
    - Красноногая олуша, Sula sula (*)
    - Северная олуша, Morus bassanus (*)

## Бакланы
- Отряд: Пеликанообразные
  - Семейство: Баклановые

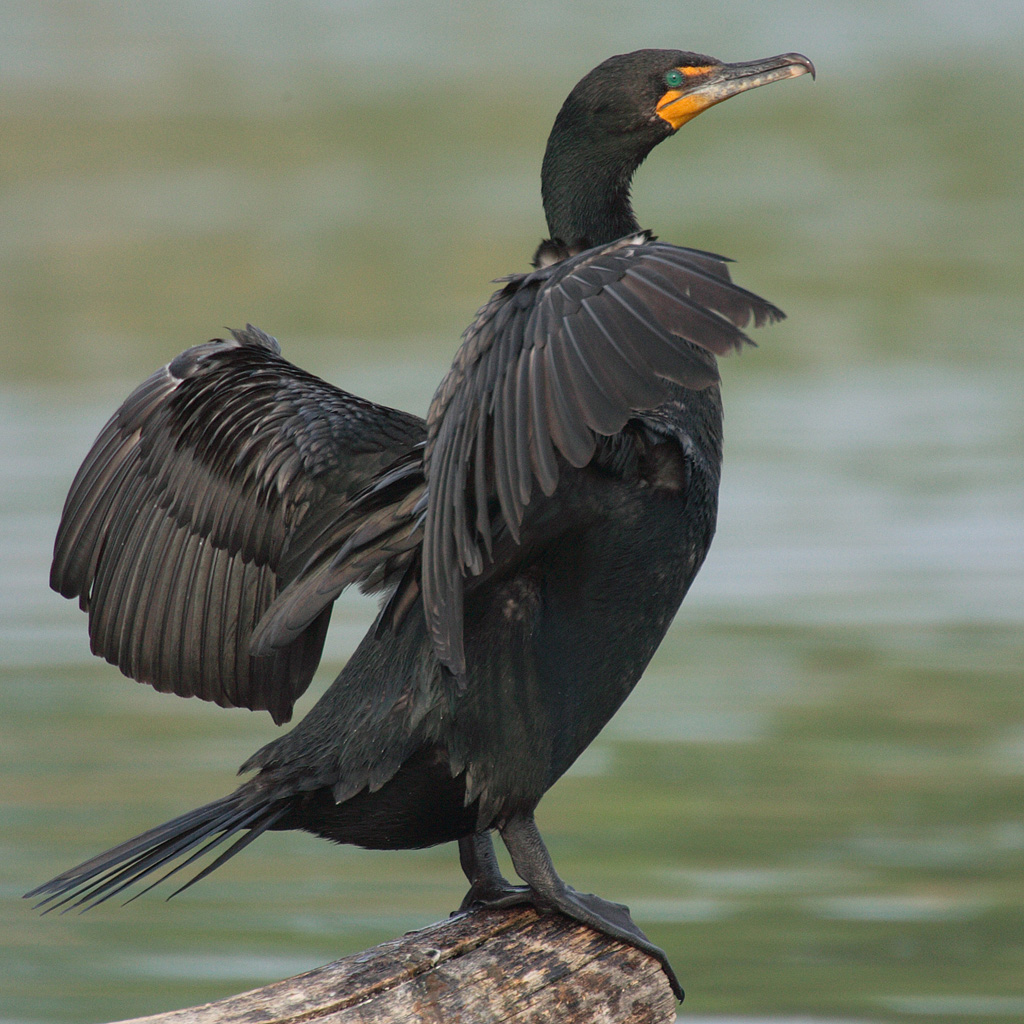
Ушастый баклан Nannopterum auritus

    - Ушастый баклан, Nannopterum auritus
    - Nannopterum brasilianus
    - Берингов баклан, Urile pelagicus
    - Баклан Брандта, Urile penicillatus

## Змеешейки
- Отряд: Пеликанообразные
  - Семейство: Змеешейковые
    - Американская змеешейка, Anhinga anhinga (*)

## Пеликаны
- Отряд: Пеликанообразные
  - Семейство: Пеликановые
    - Американский белый пеликан, Pelecanus erythrorhynchos
    - Американский бурый пеликан, Pelecanus occidentalis

## Цапли, белые цапли и выпи
- Отряд: Аистообразные
  - Семейство: Цаплевые

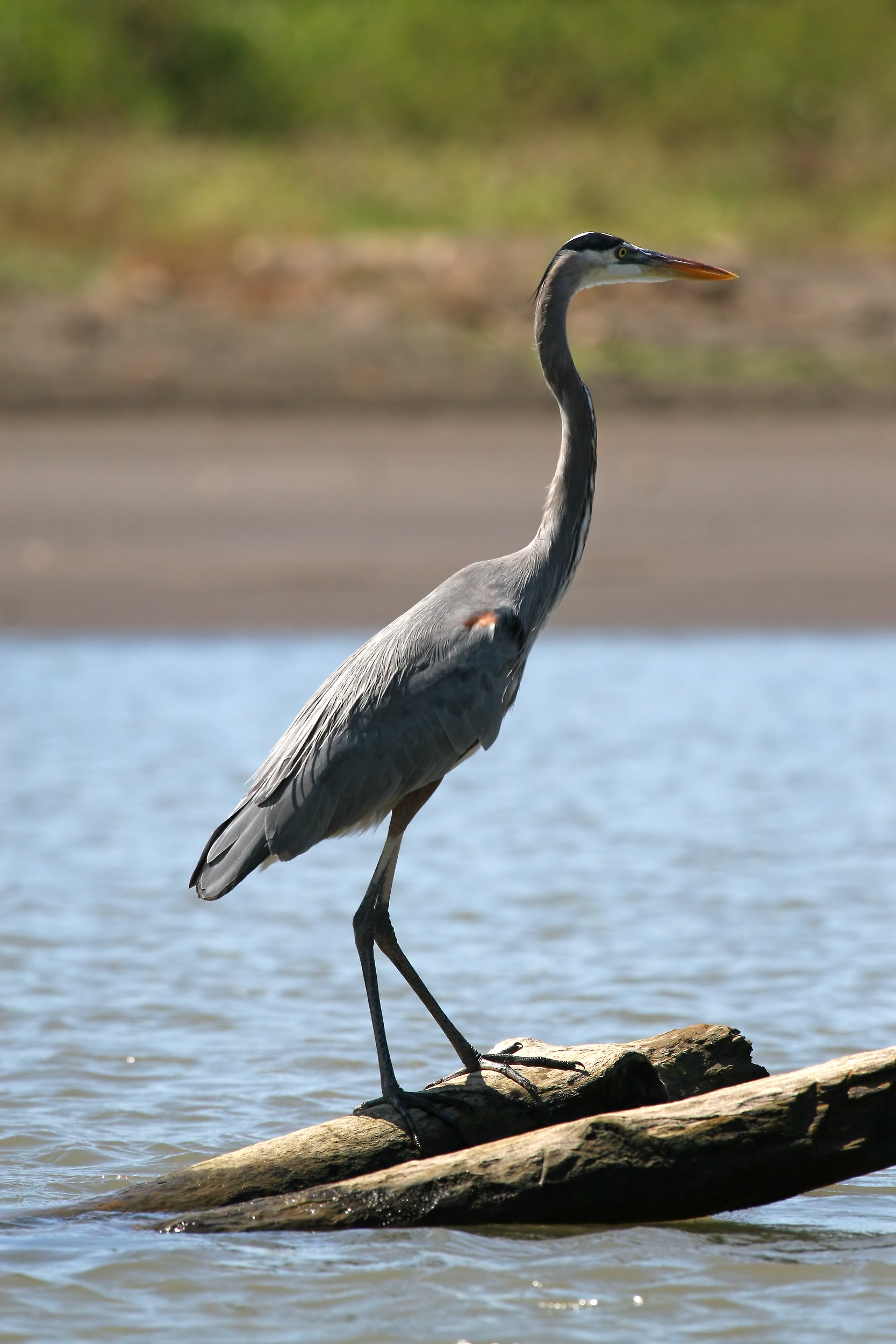
Большая голубая цапля Ardea herodias

    - Американская выпь, Botaurus lentiginosus
    - Индейский волчок, Ixobrychus exilis
    - Большая голубая цапля, Ardea herodias
    - Большая белая цапля, Ardea alba
    - Белая американская цапля, Egretta thula
    - Малая голубая цапля, Egretta caerulea
    - Трёхцветная цапля, Egretta tricolor (*)
    - Голубоногая цапля, Egretta rufescens
    - Египетская цапля, Bubulcus ibis
    - Американская зелёная кваква, Butorides virescens
    - Обыкновенная кваква, Nycticorax nycticorax
    - Желтоголовая кваква, Nyctanassa violacea (*)

## Ибисы и колпицы
- Отряд: Пеликанообразные
  - Семейство: Ибисовые
    - Белый ибис, Eudocimus albus (*)
    - Каравайка, Plegadis falcinellus (*)
    - Очковая каравайка, Plegadis chihi
    - Розовая колпица, Platalea ajaja (*)

## Грифы Нового Света
- Отряд: Американские грифы
  - Семейство: Американские грифы

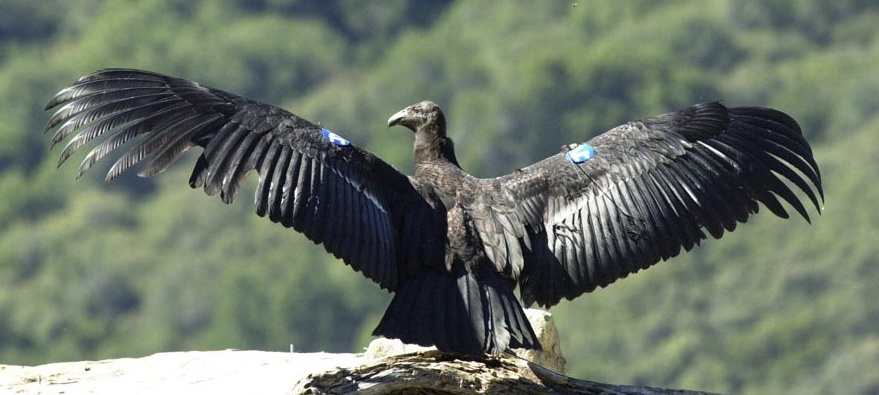
Калифорнийский кондор Gymnogyps californianus

    - Американская чёрная катарта, Coragyps atratus (*)
    - Гриф-индейка, Cathartes aura
    - Калифорнийский кондор, Gymnogyps californianus (RI)

## Скопы

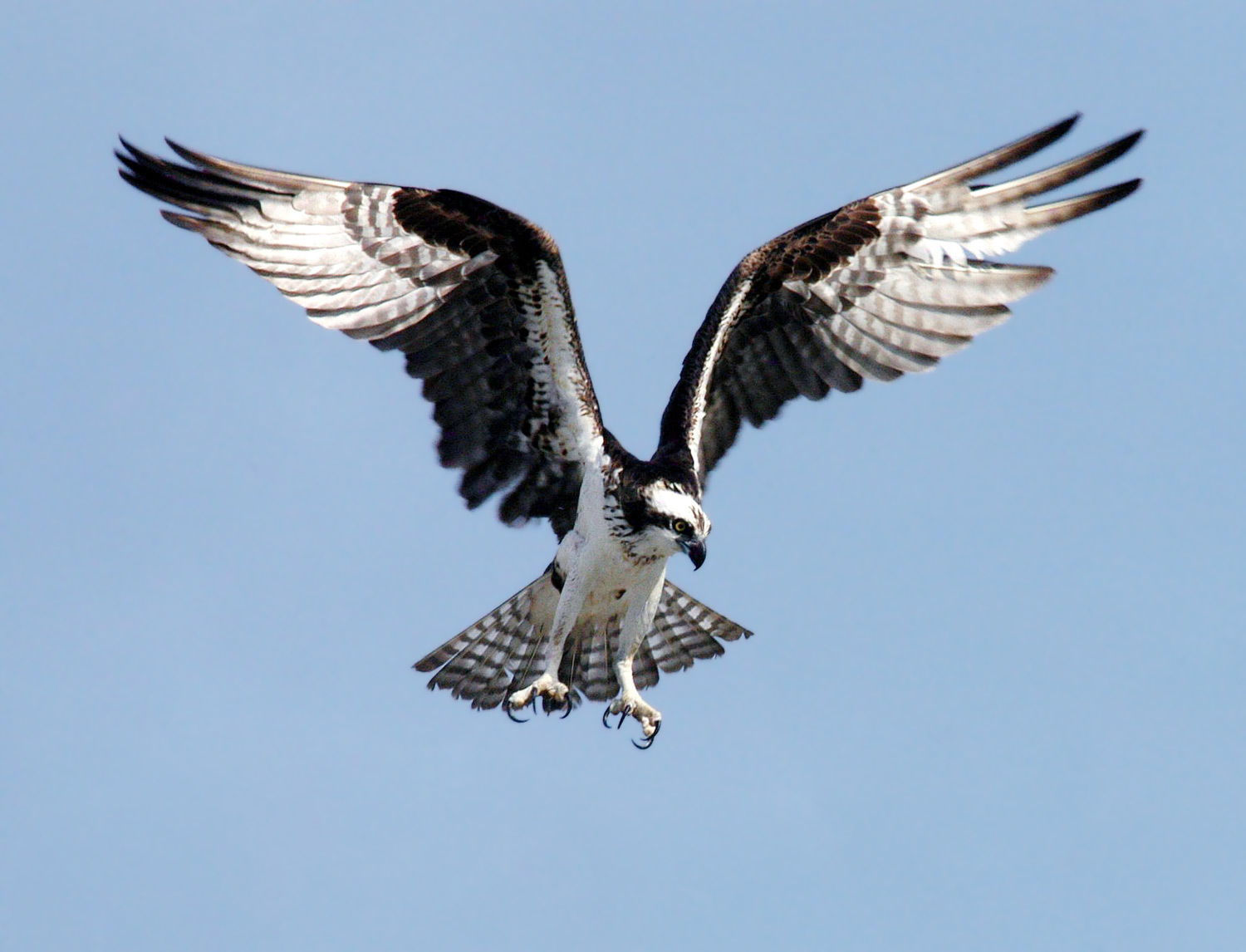
Скопа Pandion haliaetus

- Отряд: Ястребообразные
  - Семейство: Скопиные
    - Скопа, Pandion haliaetus

## Ястребы, орлы и коршуны
- Отряд: Ястребообразные
  - Семейство: Ястребиные
    - Вилохвостый коршун, Elanoides forficatus (*)
    - Белохвостый дымчатый коршун, Elanus leucurus
    - Миссисипский коршун, Ictinia mississippiensis (*)
    - Белоголовый орлан, Haliaeetus leucocephalus
    - Полевой лунь, Circus hudsonius
    - Полосатый ястреб, Accipiter striatus
    - Куперов ястреб, Accipiter cooperii
    - Ястреб-тетеревятник, Accipiter gentilis
    - Чёрный крабовый канюк, Buteogallus anthracinus (*)
    - Пустынный канюк, Parabuteo unicinctus
    - Серый канюк, Buteo plagiatus (*)
    - Красноплечий канюк, Buteo lineatus
    - Ширококрылый канюк, Buteo platypterus
    - Свенсонов канюк, Buteo swainsoni
    - Болотный канюк, Buteo albonotatus
    - Краснохвостый сарыч, Buteo jamaicensis
    - Мохноногий канюк, Buteo lagopus
    - Королевский канюк, Buteo regalis
    - Беркут, Aquila chrysaetos

## Сипухи
- Отряд: Совообразные
  - Семейство: Сипуховые
    - Обыкновенная сипуха, Tyto alba

## Типичные совы
- Отряд: Совообразные
  - Семейство: Совиные

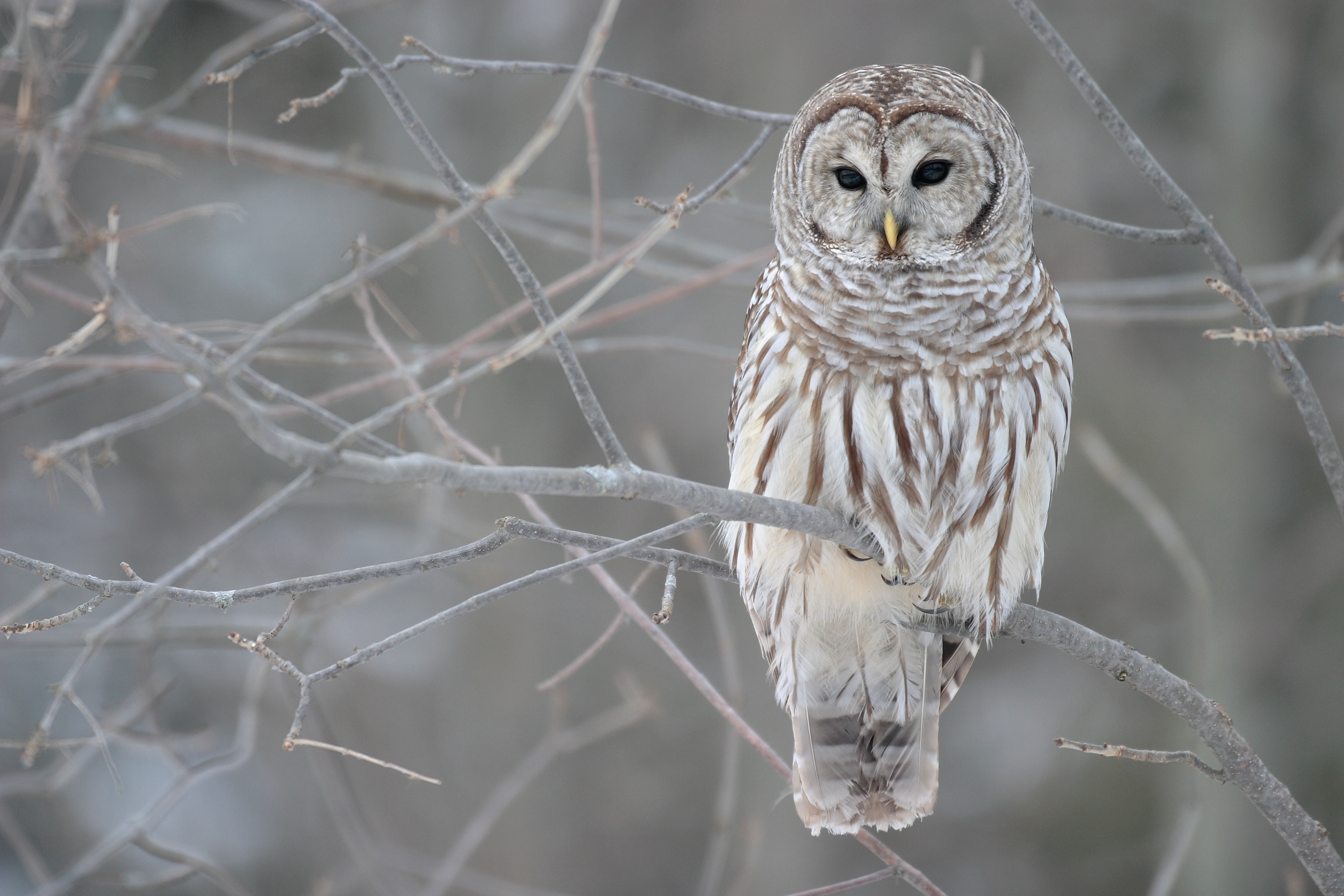
Пёстрая неясыть Strix varia

    - Западноамериканская совка, Psiloscops flammeolus
    - Megascops kennicottii
    - Виргинский филин, Bubo virginianus
    - Белая сова, Bubo scandiacus (*)
    - Воробьиный сыч-гном, Glaucidium gnoma
    - Сыч-эльф, Micrathene whitneyi
    - Кроличий сыч, Athene cunicularia
    - Пятнистая неясыть, Strix occidentalis
    - Пёстрая неясыть, Strix varia
    - Бородатая неясыть, Strix nebulosa
    - Ушастая сова, Asio otus
    - Болотная сова, Asio flammeus
    - Североамериканский мохноногий сыч, Aegolius acadicus

## Зимородки
- Отряд: Ракшеобразные
  - Семейство: Зимородковые
    - Опоясанный пегий зимородок, Megaceryle alcyon

## Дятлы
- Отряд: Дятлообразные
  - Семейство: Дятловые

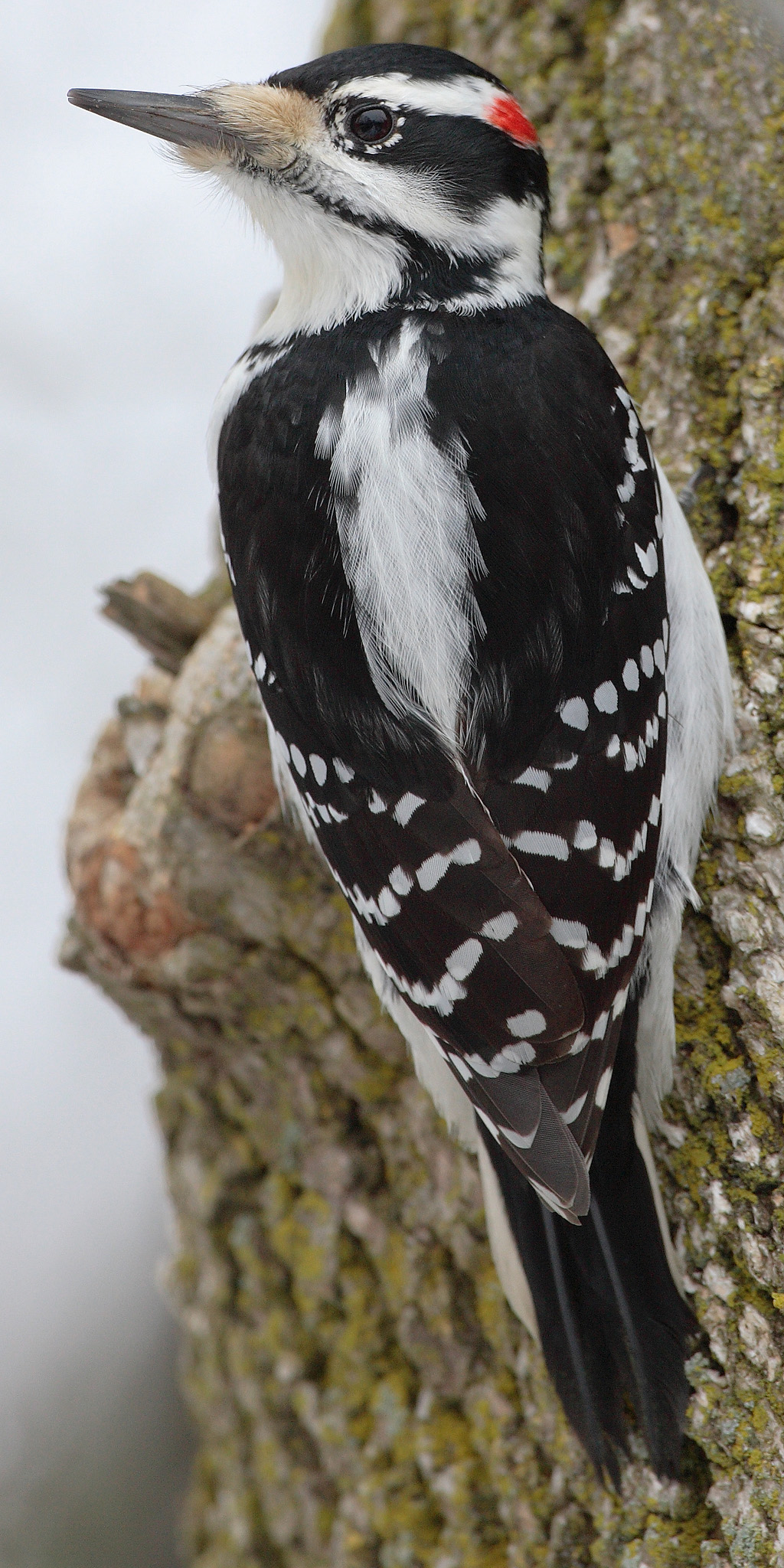
Волосатый дятел Picoides villosus

    - Краснолицый меланерпес, Melanerpes lewis
    - Красноголовый меланерпес, Melanerpes erythrocephalus (*)
    - Муравьиный меланерпес, Melanerpes formicivorus
    - Меланерпес Гила, Melanerpes uropygialis
    - Сосновый дятел-сосун, Sphyrapicus thyroideus
    - Желтобрюхий дятел-сосун, Sphyrapicus varius
    - Красношапочный дятел-сосун, Sphyrapicus nuchalis
    - Красногрудый дятел-сосун, Sphyrapicus ruber
    - Техасский дятел, Picoides scalaris
    - Нутталов дятел, Picoides nuttallii
    - Пушистый дятел, Picoides pubescens
    - Волосатый дятел, Picoides villosus
    - Белоголовый дятел, Picoides albolarvatus
    - Североамериканский трёхпалый дятел, Picoides arcticus
    - Золотой шилоклювый дятел, Colaptes auratus
    - Золотистый дятел, Colaptes chrysoides
    - Хохлатая желна, Dryocopus pileatus

## Соколы и каракары
- Отряд: Соколообразные
  - Семейство: Соколиные
    - Северная каракара, Caracara cheriway (*)
    - Обыкновенная пустельга, Falco tinnunculus (*)
    - Воробьиная пустельга, Falco sparverius
    - Дербник, Falco columbarius
    - Кречет, Falco rusticolus (*)
    - Сапсан, Falco peregrinus
    - Мексиканский сокол, Falco mexicanus

## Попугаи Нового Света и Африки
- Отряд: Попугаеобразные
  - Семейство: Попугаевые
    - Зеленощёкий амазон, Amazona viridigenalis (I)

## Тиранновые мухоловки
- Отряд: Воробьинообразные
  - Семейство: Тиранновые
    - Contopus cooperi
    - Большой пиви, Contopus pertinax (*)
    - Западный пиви, Contopus sordidulus
    - Восточный лесной пиви, Contopus virens (*)
    - Желтобрюхий эмпидонакс, Empidonax flaviventris (*)
    - Лесной эмпидонакс, Empidonax alnorum (*)
    - Эмпидонакс Трейла, Empidonax traillii
    - Малый эмпидонакс, Empidonax minimus
    - Еловый эмпидонакс, Empidonax hammondii
    - Серый эмпидонакс, Empidonax wrightii
    - Кустарниковый эмпидонакс, Empidonax oberholseri
    - Западный эмпидонакс, Empidonax difficilis
    - Кордильерский эмпидонакс, Empidonax occidentalis
    - Бурогрудый эмпидонакс, Empidonax fulvifrons (*)
    - Чёрный феб, Sayornis nigricans
    - Восточный феб, Sayornis phoebe
    - Феб Сэя, Sayornis saya
    - Красный тиранн, Pyrocephalus rubinus
    - Темношапочный желтобрюхий тиранн, Myiarchus tuberculifer (*)
    - Сероголовый желтобрюхий тиранн, Myiarchus cinerascens
    - Бледногорлый желтобрюхий тиранн, Myiarchus nuttingi (*)
    - Хохлатый желтобрюхий тиранн, Myiarchus crinitus (*)
    - Кайеннский желтобрюхий тиранн, Myiarchus tyrannulus
    - Желтобрюхий пёстрый тиранн, Myiodynastes luteiventris (*)
    - Траурный королевский тиранн, Tyrannus melancholicus
    - Техасский королевский тиранн, Tyrannus couchii (*)
    - Королевский тиранн Кассина, Tyrannus vociferans
    - Толстоклювый королевский тиранн, Tyrannus crassirostris (*)
    - Западный тиранн, Tyrannus verticalis
    - Королевский тиранн, Tyrannus tyrannus
    - Длиннохвостый королевский тиранн, Tyrannus forficatus
    - Вилохвостый королевский тиранн, Tyrannus savana (*)

## Сорокопуты
- Отряд: Воробьинообразные
  - Семейство: Сорокопутовые

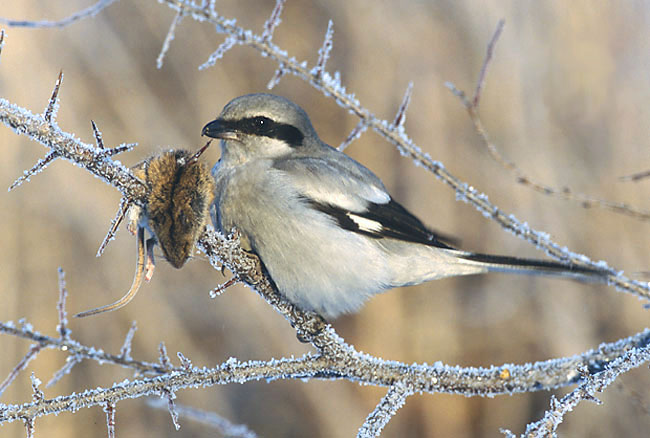
Северный сорокопут Lanius borealis

    - Сибирский жулан, Lanius cristatus (*)
    - Американский жулан, Lanius ludovicianus
    - Северный сорокопут, Lanius borealis

## Виреоны
- Отряд: Воробьинообразные
  - Семейство: Виреоновые
    - Белоглазый виреон, Vireo griseus (*)
    - Виреон Белла, Vireo bellii
    - Серый виреон, Vireo vicinior
    - Короткоклювый виреон, Vireo huttoni
    - Желтогорлый виреон, Vireo flavifrons
    - Vireo cassinii
    - Сероголовый виреон, Vireo solitarius (*)
    - Vireo plumbeus
    - Тонкоклювый виреон, Vireo philadelphicus
    - Поющий виреон, Vireo gilvus
    - Красноглазый виреон, Vireo olivaceus
    - Желтогорлый виреон, Vireo flavoviridis (*)

## Сойки, вороны, сороки и вороны
- Отряд: Воробьинообразные
  - Семейство: Врановые

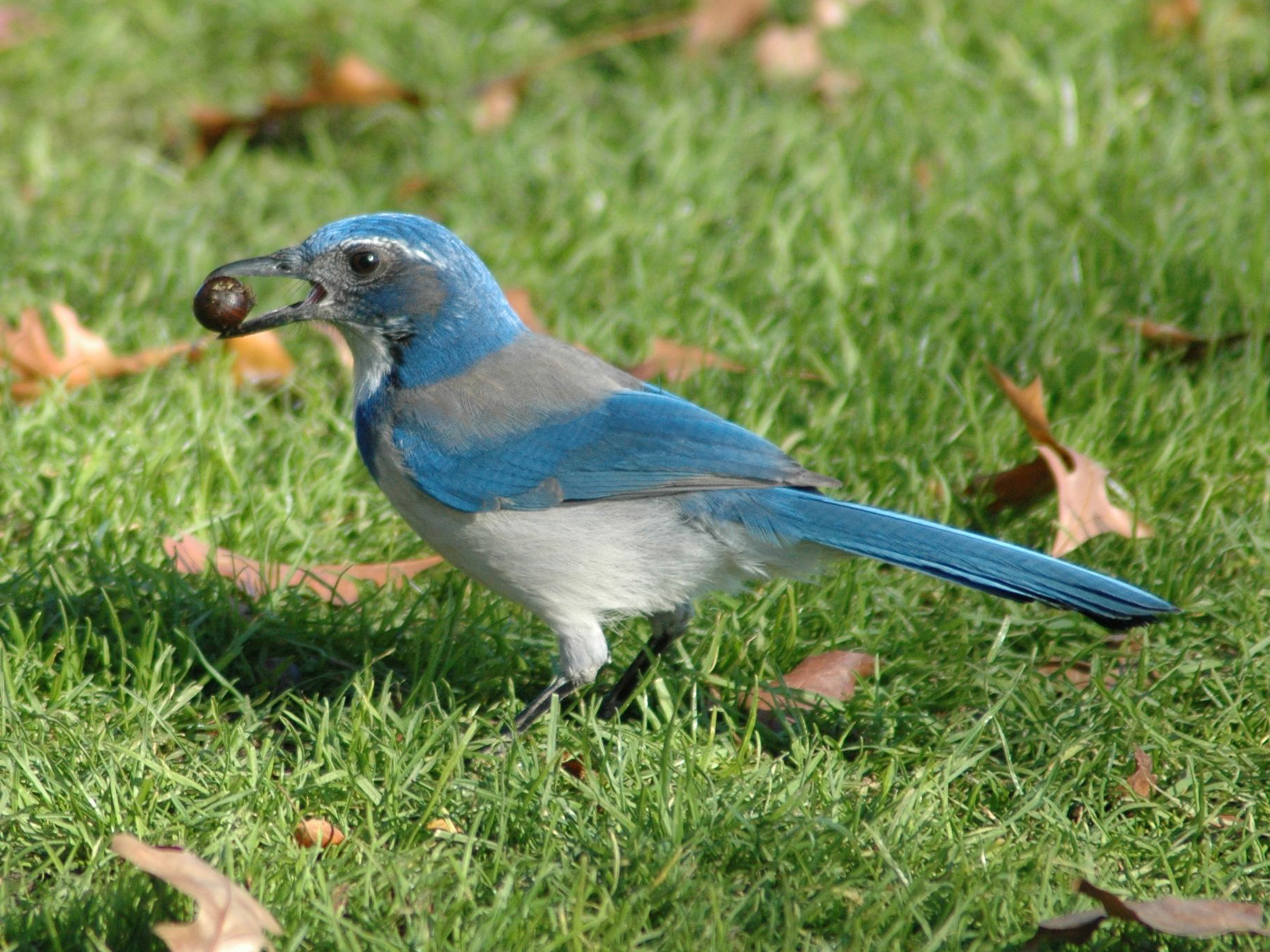
Калифорнийская кустарниковая сойка Aphelocoma californica

    - Канадская кукша, Perisoreus canadensis
    - Западноамериканская сойка, Gymnorhinus cyanocephalus
    - Стеллерова черноголовая голубая сойка, Cyanocitta stelleri
    - Голубая сойка, Cyanocitta cristata (*)
    - Островная кустарниковая сойка, Aphelocoma insularis (En)
    - Калифорнийская кустарниковая сойка, Aphelocoma californica
    - Aphelocoma woodhouseii
    - Североамериканская ореховка, Nucifraga columbiana
    - Pica hudsonia, Pica hudsonia
    - Калифорнийская сорока, Pica nuttalli (En)
    - Американский ворон, Corvus brachyrhynchos
    - Ворон, Corvus corax

## Жаворонки
- Отряд: Воробьинообразные
  - Семейство: Жаворонковые
    - Полевой жаворонок, Alauda arvensis (*)
    - Рогатый жаворонок, Eremophila alpestris

## Ласточки и стрижи
- Отряд: Воробьинообразные
  - Семейство: Ласточковые

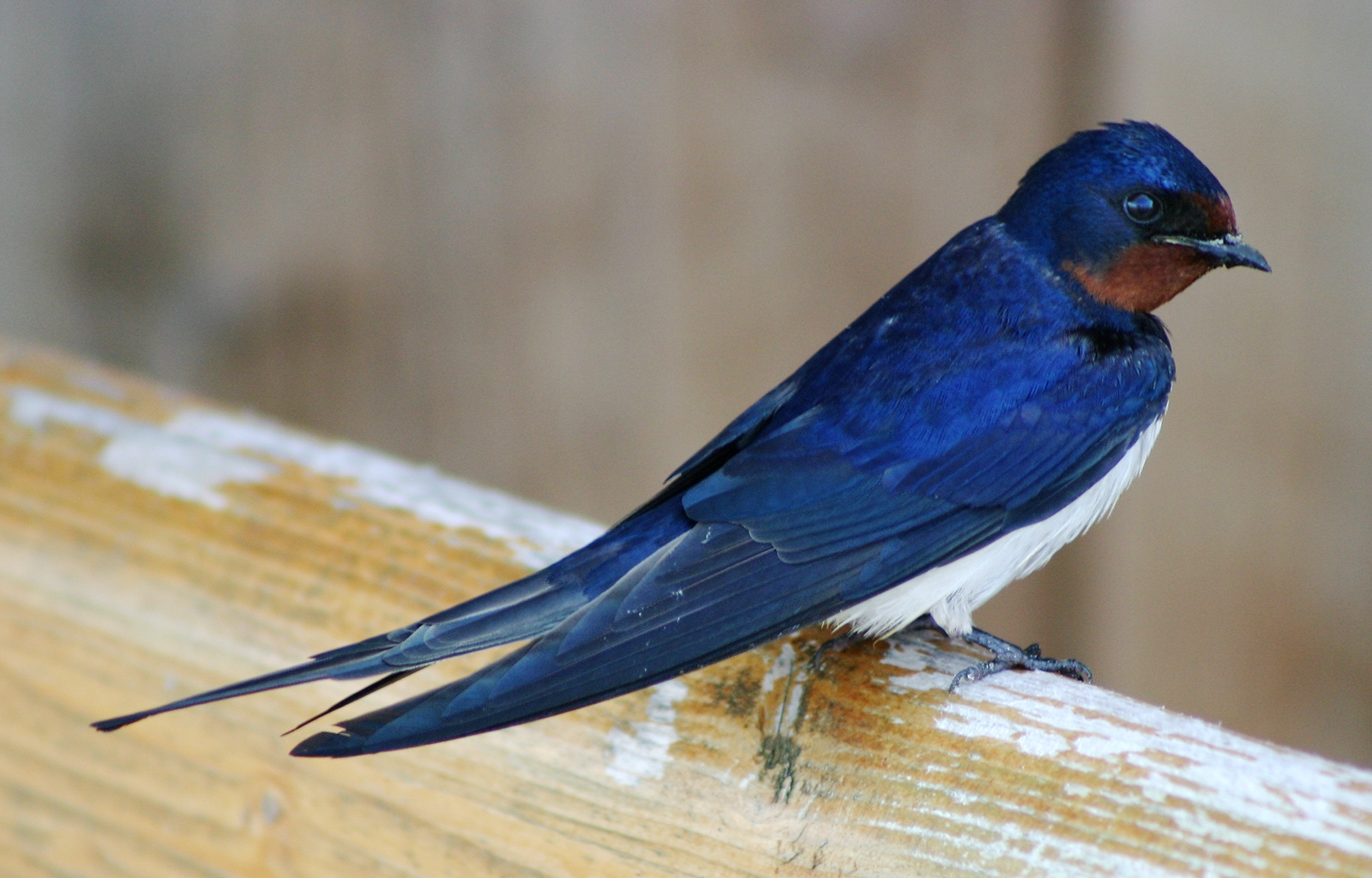
Деревенская ласточка Hirundo rustica

    - Пурпурная лесная ласточка, Progne subis
    - Древесная американская ласточка, Tachycineta bicolor
    - Фиолетово-зелёная американская ласточка, Tachycineta thalassina
    - Stelgidopteryx serripennis
    - Береговушка, Riparia riparia
    - Белолобая горная ласточка, Petrochelidon pyrrhonota
    - Пещерная горная ласточка, Petrochelidon fulva (*)
    - Деревенская ласточка, Hirundo rustica

## Гаички и синицы
- Отряд: Воробьинообразные
  - Семейство: Синицевые

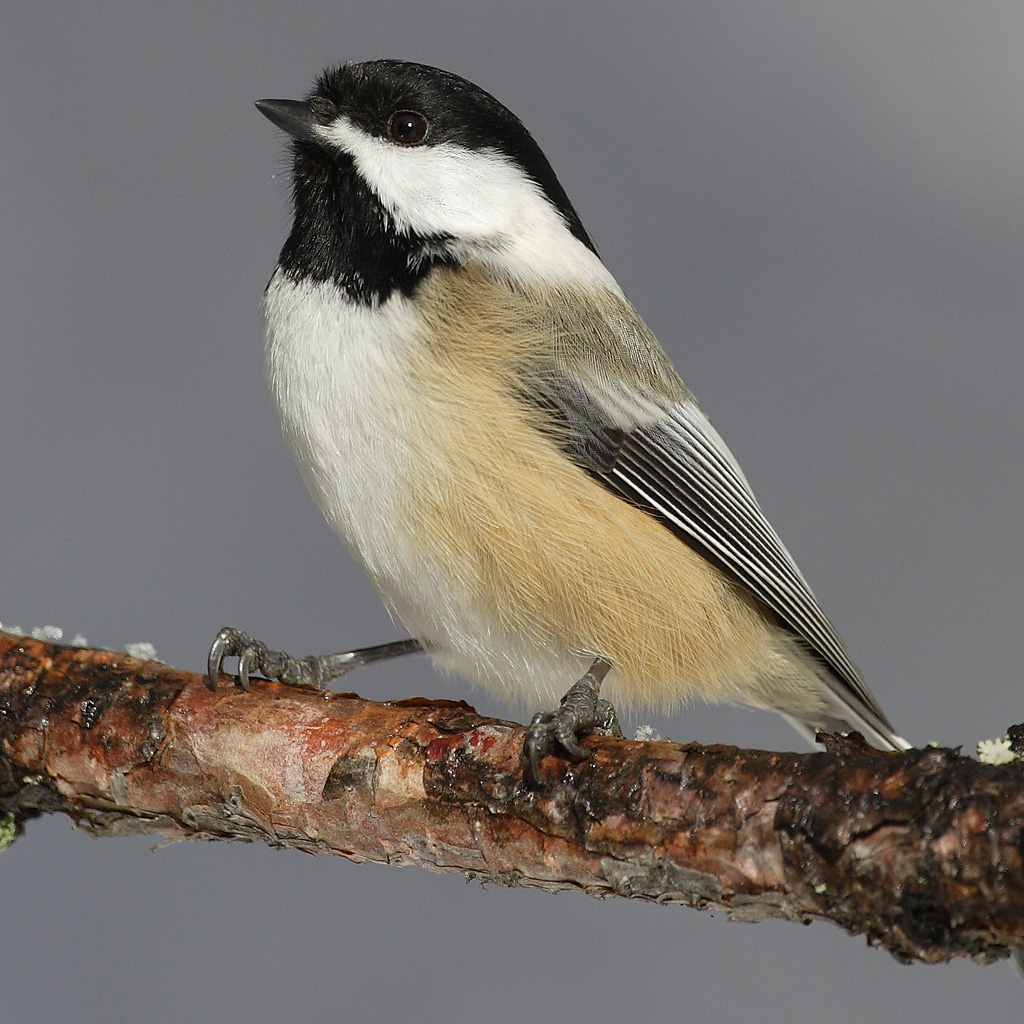
Черношапочная гаичка Poecile atricapillus

    - Черношапочная гаичка, Poecile atricapillus
    - Гаичка Гамбела, Poecile gambeli
    - Рыжеспинная гаичка, Poecile rufescens
    - Пепельная синица, Baeolophus inornatus
    - Baeolophus ridgwayi

## Ремезы
- Отряд: Воробьинообразные
  - Семейство: Ремезовые
    - Американский ремез, Auriparus flaviceps

## Длиннохвостые синицы
- Отряд: Воробьинообразные
  - Семейство: Длиннохвостые синицы
    - Темношапочная кустарниковая синица, Psaltriparus minimus

## Поползни
- Отряд: Воробьинообразные
  - Семейство: Поползни

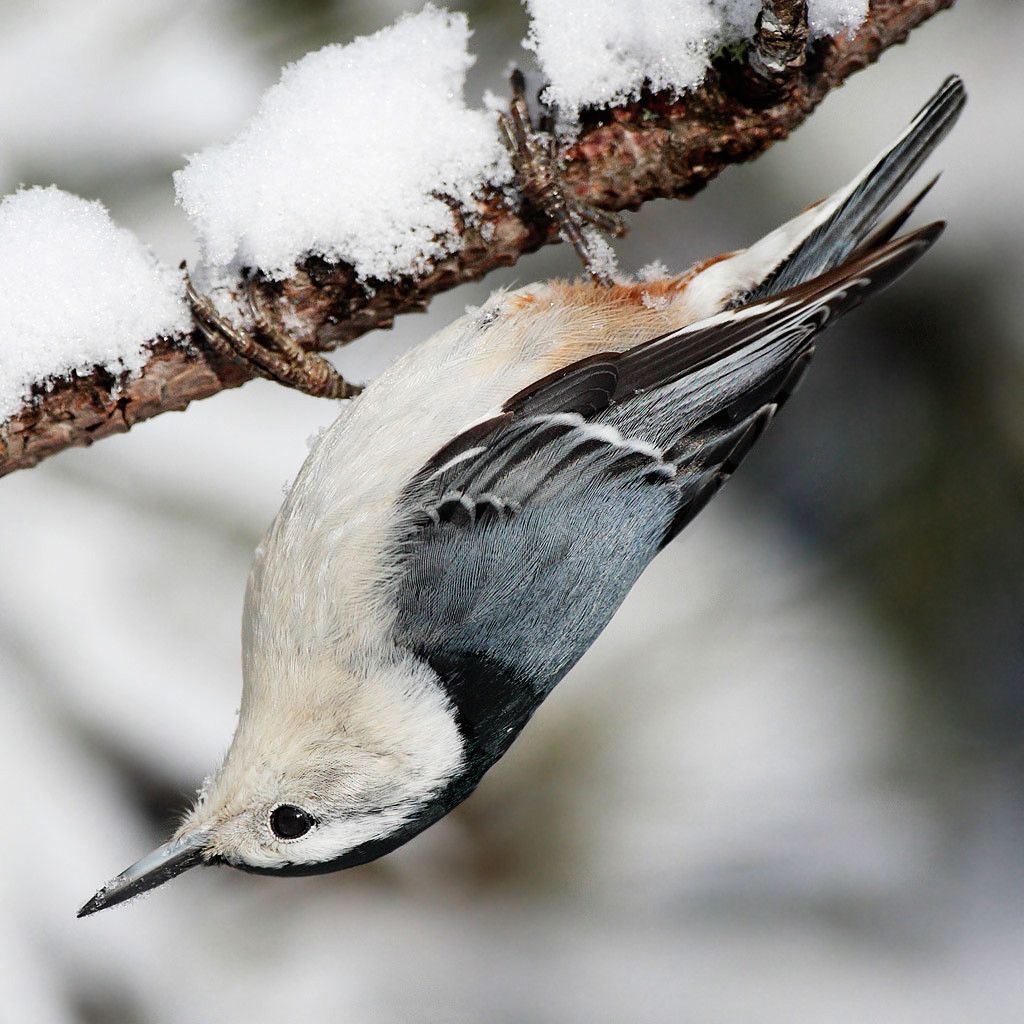
Каролинский поползень Sitta carolinensis

    - Канадский поползень, Sitta canadensis
    - Каролинский поползень, Sitta carolinensis
    - Поползень-крошка, Sitta pygmaea

## Пищухи
- Отряд: Воробьинообразные
  - Семейство: Пищуховые
    - Американская пищуха, Certhia americana

## Крапивники
- Отряд: Воробьинообразные
  - Семейство: Крапивниковые

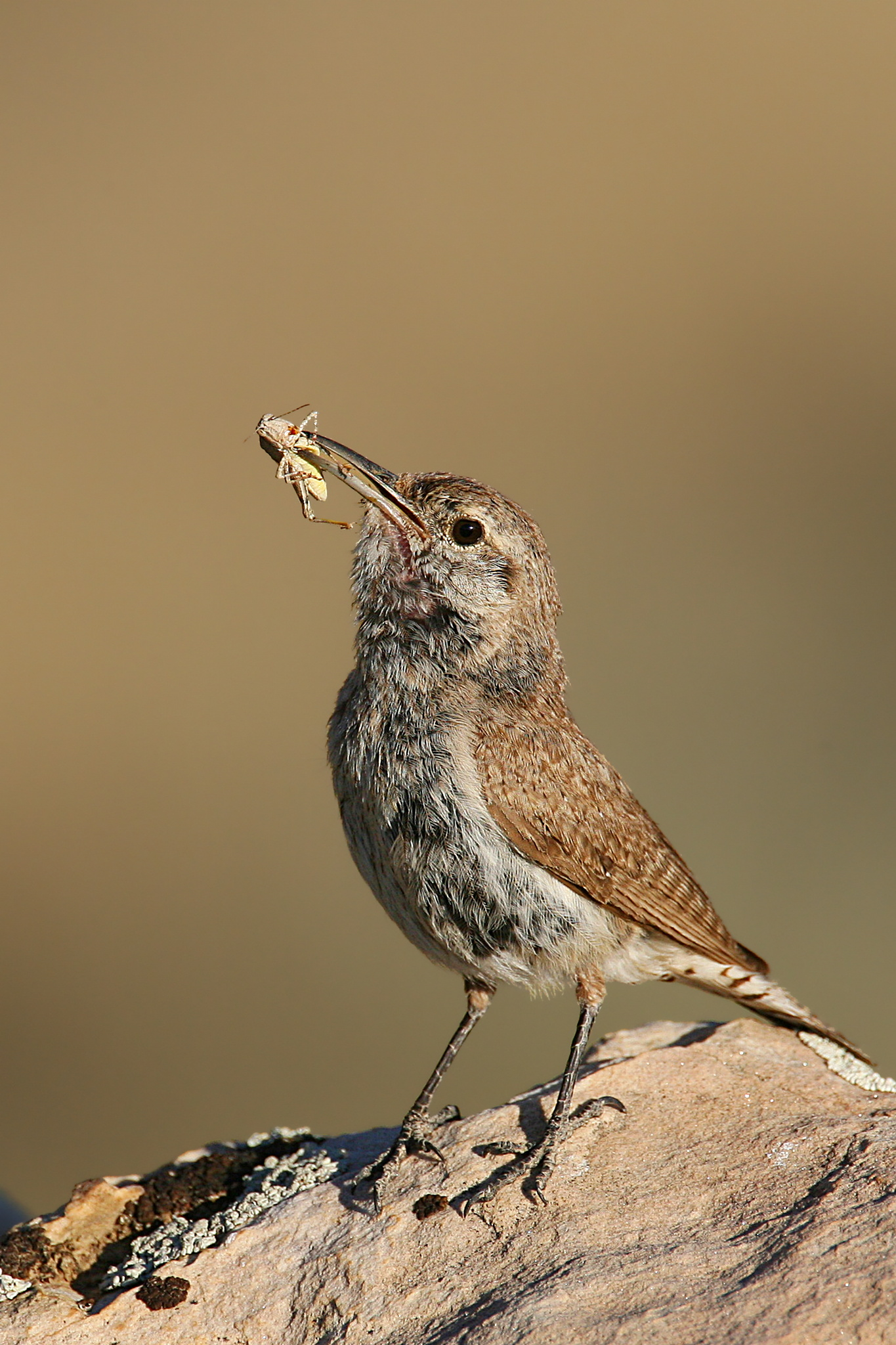
Скальный длинноклювый крапивник Salpinctes obsoletus

    - Скальный длинноклювый крапивник, Salpinctes obsoletus
    - Catherpes mexicanus
    - Домовый крапивник, Troglodytes aedon
    - Troglodytes pacificus
    - Крапивник, Troglodytes hiemalis (*)
    - Травяной короткоклювый крапивник, Cistothorus platensis (*)
    - Болотный короткоклювый крапивник, Cistothorus palustris
    - Длиннохвостый крапивник Бьюика, Thryomanes bewickii
    - Обыкновенный кактусовый крапивник, Campylorhynchus brunneicapillus

## Комароловки
- Отряд: Воробьинообразные
  - Семейство: Комароловы
    - Голубая комароловка, Polioptila caerulea
    - Калифорнийская комароловка, Polioptila californica
    - Чернохвостая комароловка, Polioptila melanura

## Оляпки
- Отряд: Воробьинообразные
  - Семейство: Оляпковые
    - Американская оляпка, Cinclus mexicanus

## Корольки
- Отряд: Воробьинообразные
  - Семейство: Корольковые
    - Золотоголовый королёк, Regulus satrapa
    - Рубиновоголовый королёк, Regulus calendula

## Пеночки
- Отряд: Воробьинообразные
  - Семейство: Пеночковые
    - Бурая пеночка, Phylloscopus fuscatus (*)
    - Пеночка-таловка, Phylloscopus borealis (*)

## Славки Старого Света
- Отряд: Воробьинообразные
  - Семейство: Славковые
    - Американская тимелия, Chamaea fasciata

## Сверчки и другие
- Отряд: Воробьинообразные
  - Семейство: Сверчковые
    - Пятнистый сверчок, Locustella lanceolata (*)

## Мухоловки Старого Света
- Отряд: Воробьинообразные
  - Семейство: Мухоловковые
    - Варакушка, Luscinia svecica (*)
    - Синехвостка, Tarsiger cyanurus (*)
    - Восточная малая мухоловка, Ficedula albicilla (*)
    - Saxicola torquatus (*)
    - Обыкновенная каменка, Oenanthe oenanthe (*)

## Дрозды и другие
- Отряд: Воробьинообразные
  - Семейство: Дроздовые

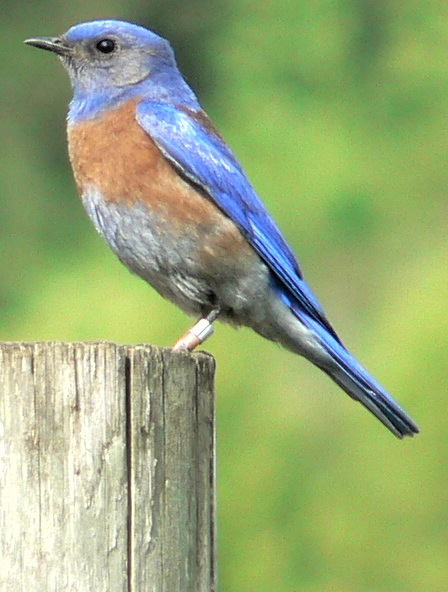
Западная сиалия Sialia mexicana

    - Западная сиалия, Sialia mexicana
    - Голубая сиалия, Sialia currucoides
    - Горный дрозд-отшельник, Myadestes townsendi
    - Бурый короткоклювый дрозд, Catharus fuscescens (*)
    - Малый дрозд, Catharus minimus (*)
    - Дрозд Свенсона, Catharus ustulatus
    - Дрозд-отшельник, Catharus guttatus
    - Лесной дрозд, Hylocichla mustelina (*)
    - Оливковый дрозд, Turdus obscurus (*)
    - Рыжеспинный дрозд, Turdus rufopalliatus (*)
    - Странствующий дрозд, Turdus migratorius
    - Изменчивый дрозд, Ixoreus naevius

## Пересмешники
- Отряд: Воробьинообразные
  - Семейство: Пересмешниковые
    - Синий черноухий пересмешник, Melanotis caerulescens (UO)
    - Кошачий пересмешник, Dumetella carolinensis
    - Пятнистый кривоклювый пересмешник, Toxostoma curvirostre (*)
    - Коричневый кривоклювый пересмешник, Toxostoma rufum
    - Кактусовый кривоклювый пересмешник, Toxostoma bendirei
    - Калифорнийский кривоклювый пересмешник, Toxostoma redivivum
    - Пустынный кривоклювый пересмешник, Toxostoma lecontei
    - Toxostoma crissale
    - Горный кривоклювый пересмешник, Oreoscoptes montanus
    - Многоголосый пересмешник, Mimus polyglottos

## Скворцы
- Отряд: Воробьинообразные
  - Семейство: Скворцовые
    - Обыкновенный скворец, Sturnus vulgaris (I)

## Свиристели
- Отряд: Воробьинообразные
  - Семейство: Свиристелевые
    - Свиристель, Bombycilla garrulus
    - Американский свиристель, Bombycilla cedrorum

## Шелковистые свиристели
- Отряд: Воробьинообразные
  - Семейство: Шелковистые свиристели
    - Серый шёлковый свиристель, Ptiliogonys cinereus (UO)
    - Чёрный свиристель, Phainopepla nitens

## Вьюрковые ткачики, амадины и другие
- Отряд: Воробьинообразные
  - Семейство: Вьюрковые ткачики
    - Чешуйчатогрудая амадина, Lonchura punctulata (I)

## Воробьи Старого Света
- Отряд: Воробьинообразные
  - Семейство: Воробьиные
    - Домовый воробей, Passer domesticus (I)

## Трясогузки и коньки
- Отряд: Воробьинообразные
  - Семейство: Трясогузковые

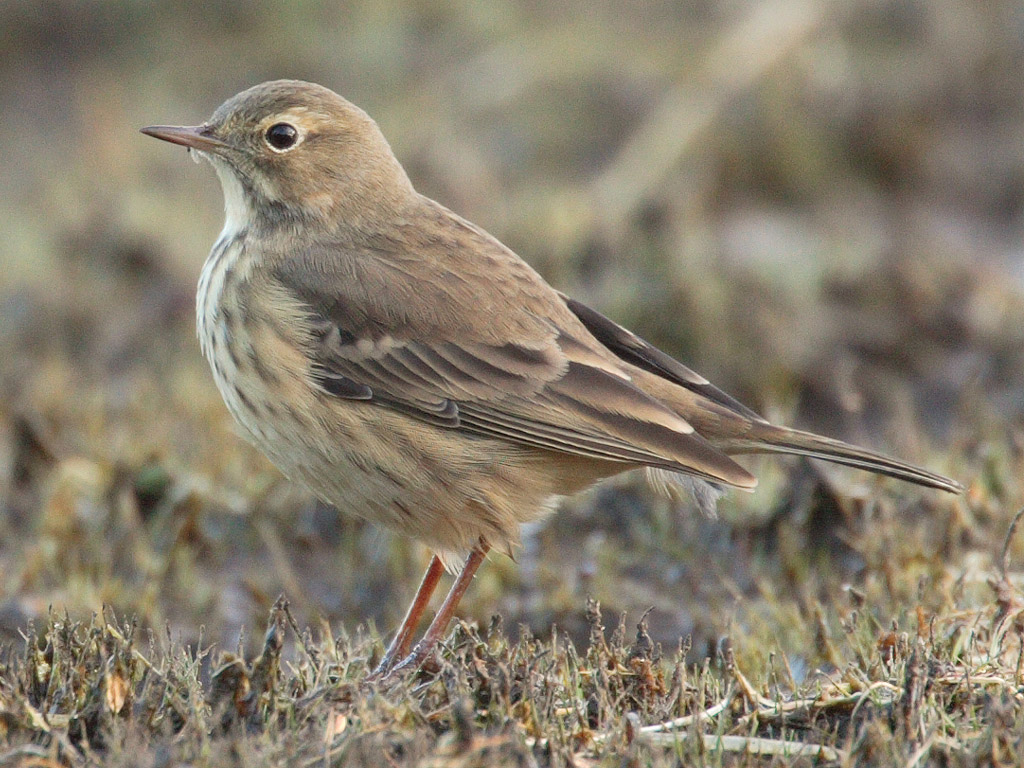
Американский конёк Anthus rubescens

    - Берингийская жёлтая трясогузка, Motacilla tschutschensis (*)
    - Горная трясогузка, Motacilla cinerea (*)
    - Белая трясогузка, Motacilla alba (*)
    - Пятнистый конёк, Anthus hodgsoni (*)
    - Краснозобый конёк, Anthus cervinus
    - Американский конёк, Anthus rubescens
    - Североамериканский конёк, Anthus spragueii

## Вьюрки и другие
- Отряд: Воробьинообразные
  - Семейство: Вьюрковые

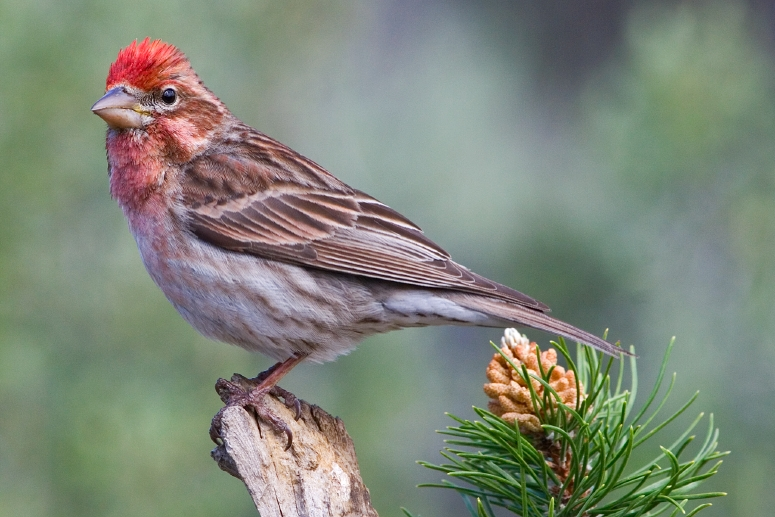
Красношапочная чечевица Haemorhous cassinii

    - Вьюрок, Fringilla montifringilla (*)
    - Вечерний американский дубонос, Coccothraustes vespertinus
    - Обыкновенная чечевица, Carpodacus erythrinus (*)
    - Обыкновенный щур, Pinicola enucleator
    - Американский горный вьюрок, Leucosticte tephrocotis
    - Черный горный вьюрок, Leucosticte atrata (*)
    - Мексиканская чечевица, Carpodacus mexicanus
    - Пурпурная чечевица, Carpodacus purpureus
    - Красношапочная чечевица, Carpodacus cassinii
    - Китайская зеленушка, Chloris sinica (UO)
    - Чечётка, Acanthis flammea (*)
    - Клёст-еловик, Loxia curvirostra
    - Белокрылый клёст, Loxia leucoptera (*)
    - Чиж, Carduelis pinus
    - Мексиканский чиж, Spinus psaltria
    - Маскированный чиж, Spinus lawrencei
    - Американский чиж, Carduelis tristis

## Подорожники и пуночки
- Отряд: Воробьинообразные
  - Семейство: Calcariidae
    - Лапландский подорожник, Calcarius lapponicus
    - Украшенный подорожник, Calcarius ornatus
    - Calcarius pictus (*)
    - Бурогрудый подорожник, Calcarius mccownii
    - Пуночка, Plectrophenax nivalis (*)

## Овсянки Старого Света
- Отряд: Воробьинообразные
  - Семейство: Овсянковые
    - Овсянка-крошка, Emberiza pusilla (*)
    - Овсянка-ремез, Emberiza rustica (*)

## Воробьи Нового Света
- Отряд: Воробьинообразные
  - Семейство: Овсянковые

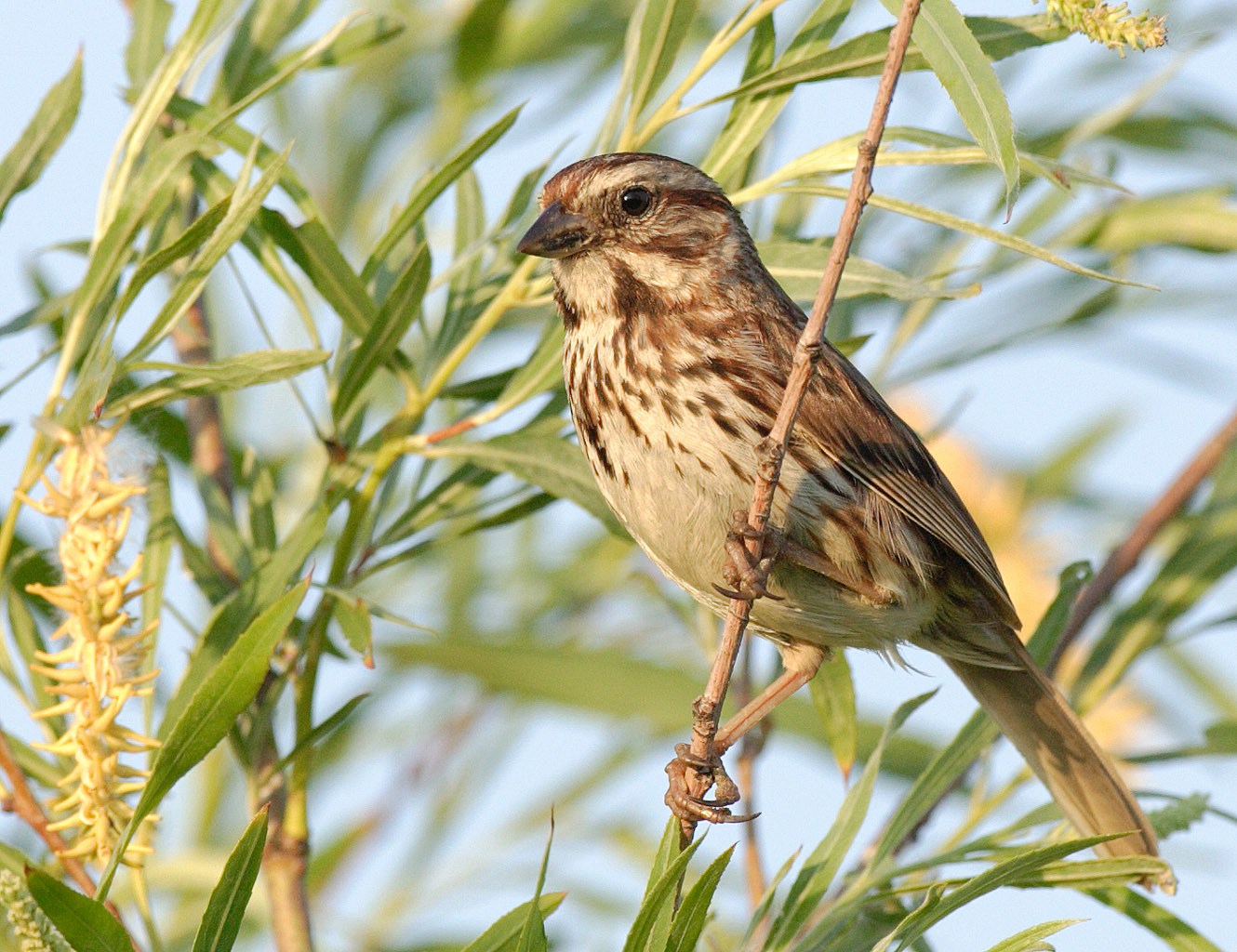
Певчая зонотрихия Melospiza melodia

    - Зеленохвостый тауи, Pipilo chlorurus
    - Pipilo maculatus
    - Рыжешапочная аимофила, Aimophila ruficeps
    - Melozone crissalis
    - Melozone aberti
    - Peucaea cassinii (*)
    - Древесная воробьиная овсянка, Spizelloides arborea
    - Обыкновенная воробьиная овсянка, Spizella passerina
    - Бледная воробьиная овсянка, Spizella pallida
    - Овсянка Бревера, Spizella breweri
    - Полевая овсянка, Spizella pusilla (*)
    - Чернобородая овсянка, Spizella atrogularis
    - Pooecetes gramineus
    - Хондеста, Chondestes grammacus
    - Черногорлая пустынная овсянка, Amphispiza bilineata
    - Artemisiospiza nevadensis
    - Artemisiospiza belli
    - Жаворонковая овсянка, Calamospiza melanocorys
    - Passerculus hoagiensis
    - Кузнечиковая саванная овсянка, Ammodramus savannarum
    - Саванная овсянка Бэрда, Ammodramus bairdii (*)
    - Луговая саванная овсянка, Ammodramus leconteii (*)
    - Саванная овсянка Нельсона, Ammodramus nelsoni
    - Пестрогрудая овсянка, Passerella iliaca
    - Певчая зонотрихия, Melospiza melodia
    - Зонотрихия Линкольна, Melospiza lincolnii
    - Болотная зонотрихия, Melospiza georgiana
    - Белошейная зонотрихия, Zonotrichia albicollis
    - Северная зонотрихия, Zonotrichia querula
    - Белоголовая зонотрихия, Zonotrichia leucophrys
    - Чернобровая зонотрихия, Zonotrichia atricapilla
    - Серый юнко, Junco hyemalis

## Иктерия
- Отряд: Воробьинообразные
  - Семейство: Трупиаловые
    - Иктерия, Icteria virens

## Трупиалы
- Отряд: Воробьинообразные
  - Семейство: Трупиаловые

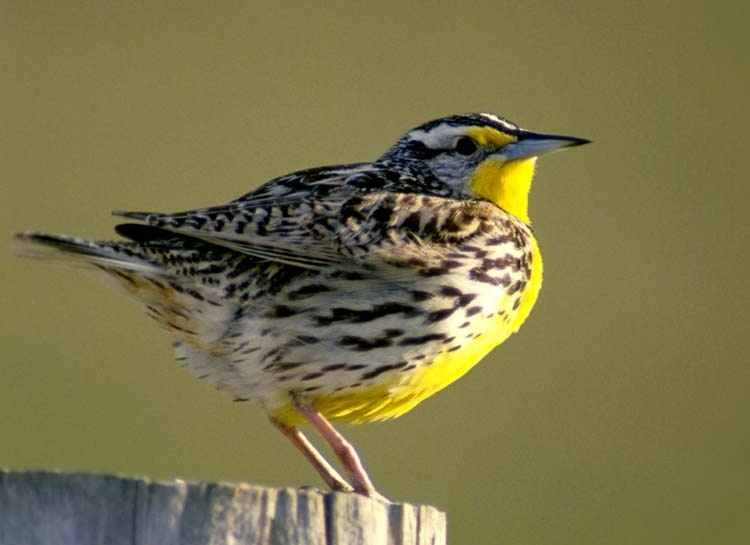
Западный луговой трупиал Sturnella neglecta

    - Желтоголовый трупиал, Xanthocephalus xanthocephalus
    - Рисовая птица, Dolichonyx oryzivorus
    - Западный луговой трупиал, Sturnella neglecta
    - Садовый трупиал, Icterus spurius
    - Масковый цветной трупиал, Icterus cucullatus
    - Огненноголовый цветной трупиал, Icterus pustulatus (*)
    - Icterus bullockii
    - Балтиморский цветной трупиал, Icterus galbula
    - Icterus abeillei (UO)
    - Пальмовый цветной трупиал, Icterus parisorum
    - Красноплечий чёрный трупиал, Agelaius phoeniceus
    - Трёхцветный чёрный трупиал, Agelaius tricolor
    - Красноглазый коровий трупиал, Molothrus aeneus
    - Буроголовый коровий трупиал, Molothrus ater
    - Ржавчатый малый трупиал, Euphagus carolinus (*)
    - Блестящий малый трупиал, Euphagus cyanocephalus
    - Обыкновенный гракл, Quiscalus quiscula (*)
    - Большехвостый гракл, Quiscalus mexicanus

## Лесные певуны
- Отряд: Воробьинообразные
  - Семейство: Древесницевые

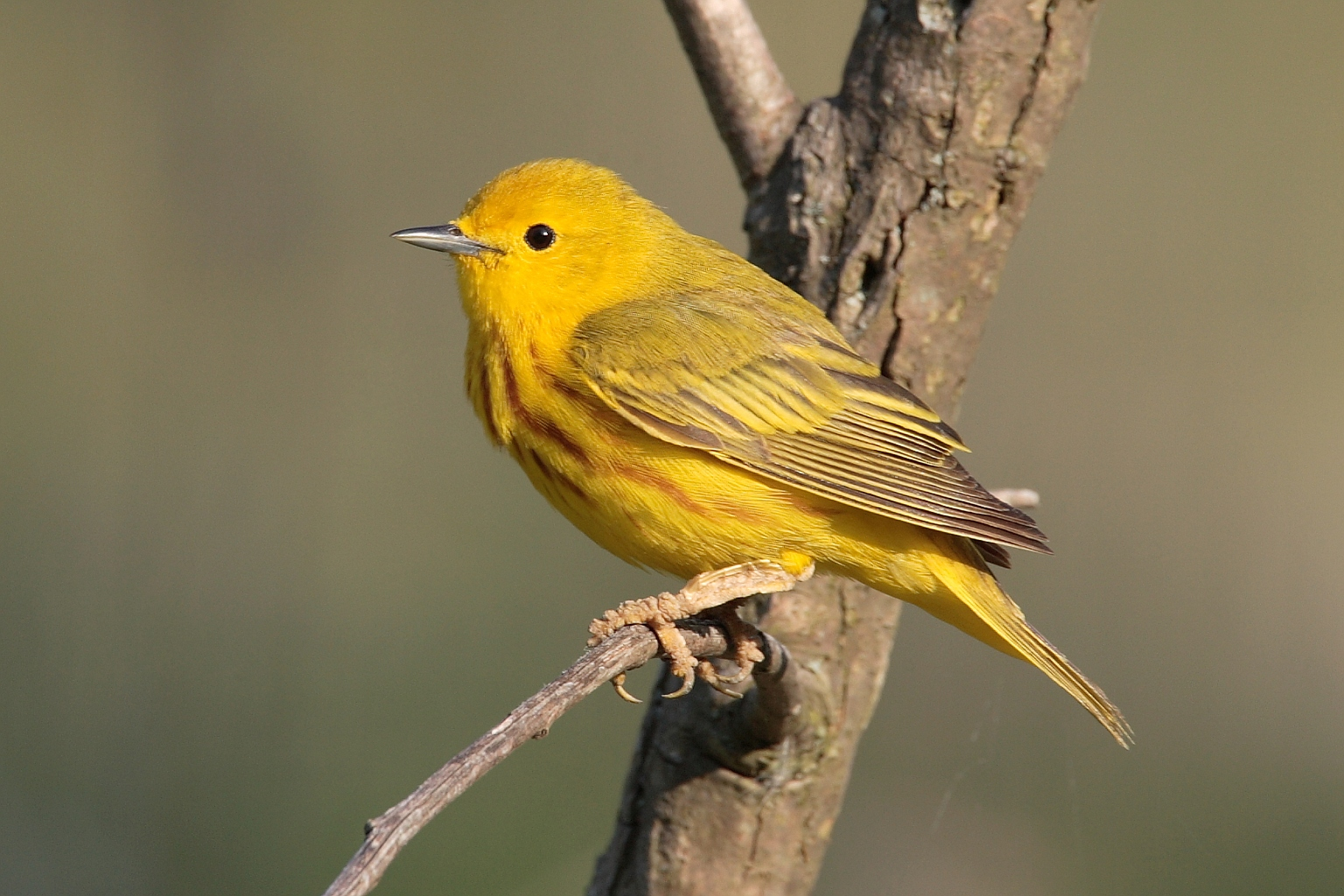
Жёлтая древесница Dendroica petechia

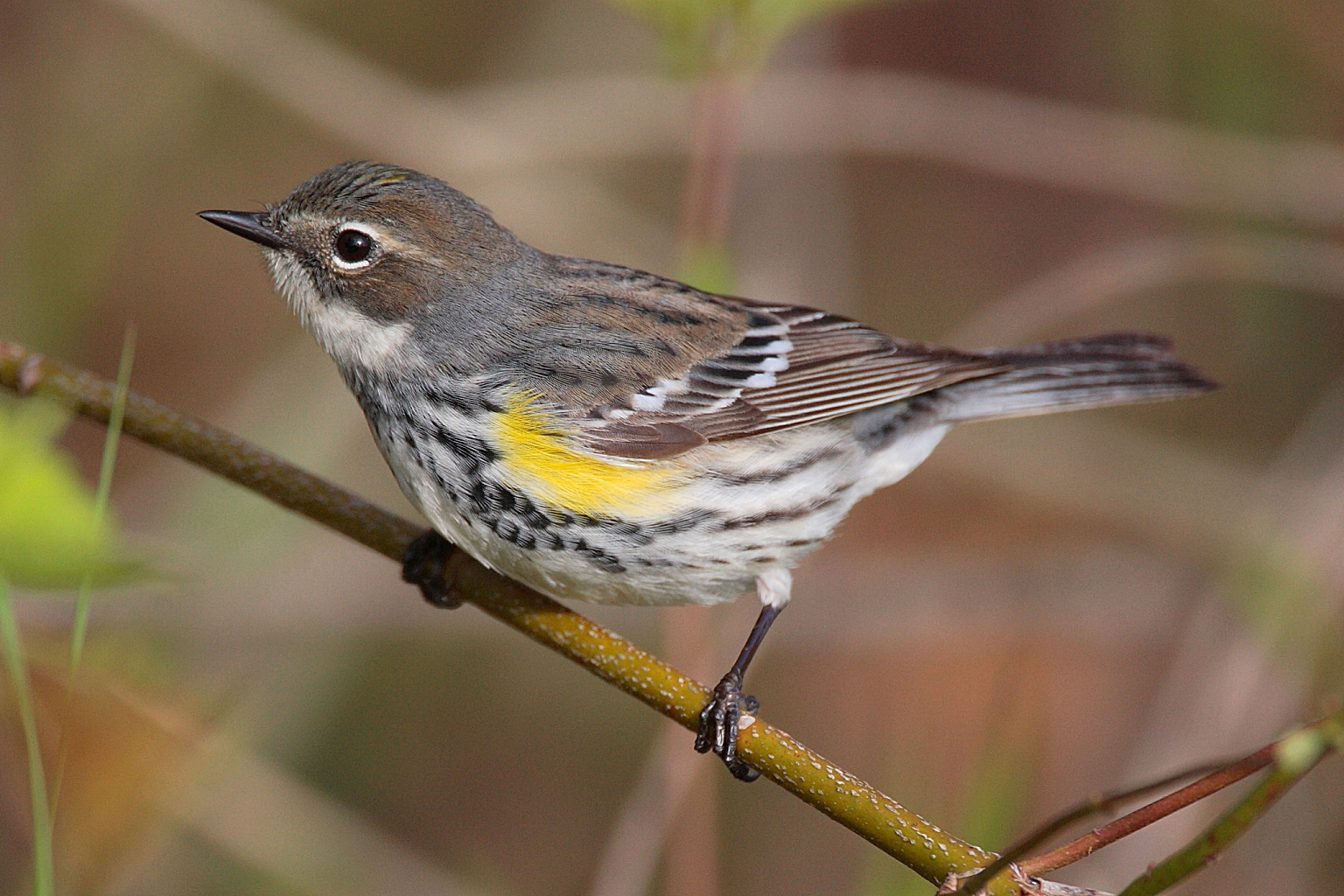
Миртовый лесной певун Dendroica coronata

    - Золотоголовый дроздовый певун, Seiurus aurocapilla
    - Helmitheros vermivorum (*)
    - Белобровый дроздовый певун, Parkesia motacilla (*)
    - Речной певун, Parkesia noveboracensis
    - Золотокрылый пеночковый певун, Vermivora chrysoptera (*)
    - Голубокрылый пеночковый певун, Vermivora cyanoptera (*)
    - Пегий певун, Mniotilta varia
    - Лимонный певун, Protonotaria citrea
    - Oreothlypis peregrina
    - Oreothlypis celata
    - Oreothlypis luciae
    - Oreothlypis ruficapilla
    - Oreothlypis virginiae
    - Oporornis agilis (*)
    - Кустарниковый масковый певун, Geothlypis tolmiei
    - Geothlypis philadelphia (*)
    - Кентуккский масковый певун, Geothlypis formosa
    - Желтогорлый певун, Geothlypis trichas
    - Setophaga citrina
    - Американская горихвостка, Setophaga ruticilla
    - Тигровый лесной певун, Dendroica tigrina (*)
    - Голубой лесной певун, Dendroica cerulea (*)
    - Setophaga americana
    - Магнолиевый лесной певун, Dendroica magnolia
    - Каштановый лесной певун, Dendroica castanea
    - Еловый лесной певун, Dendroica fusca
    - Жёлтая древесница, Dendroica petechia
    - Желтошапочный лесной певун, Dendroica pensylvanica
    - Пестрогрудый лесной певун, Dendroica striata
    - Синеспинный лесной певун, Dendroica caerulescens
    - Пальмовый лесной певун, Dendroica palmarum
    - Сосновый лесной певун, Dendroica pinus
    - Миртовый лесной певун, Dendroica coronata
    - Желтогорлый лесной певун, Dendroica dominica
    - Прерийный лесной певун, Dendroica discolor
    - Аризонский лесной певун, Dendroica graciae (*)
    - Траурный лесной певун, Dendroica nigrescens
    - Пугливый лесной певун, Dendroica townsendi
    - Желтоголовый лесной певун, Dendroica occidentalis
    - Золотощёкий лесной певун, Dendroica chrysoparia (*)
    - Зелёный лесной певун, Dendroica virens
    - Cardellina canadensis
    - Малая вильсония, Cardellina pusilla
    - Трёхцветная карделлина, Cardellina rubrifrons (*)
    - Красногрудый горихвостковый певун, Myioborus pictus

## Кардиналы и другие
- Отряд: Воробьинообразные
  - Семейство: Кардиналовые
    - Piranga flava
    - Алая пиранга, Piranga rubra

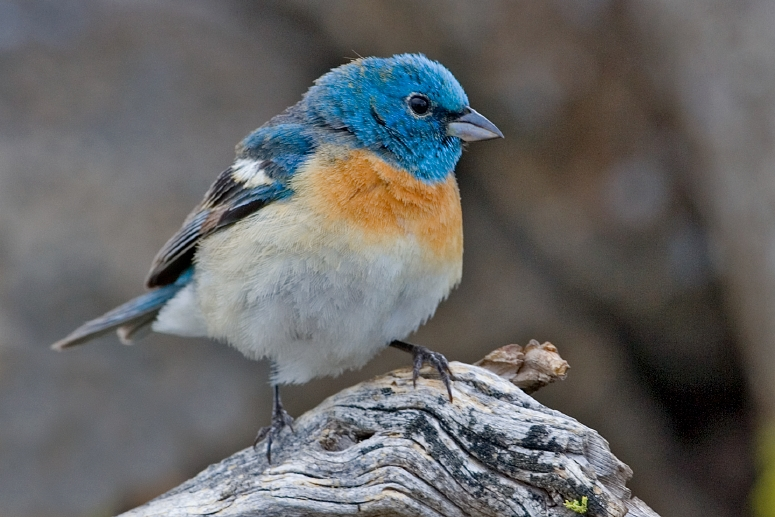
Лазурный овсянковый кардинал Passerina amoena

    - Красно-чёрная пиранга, Piranga olivacea
    - Красноголовая пиранга, Piranga ludoviciana
    - Красный кардинал, Cardinalis cardinalis
    - Попугайный кардинал, Cardinalis sinuatus (*)
    - Красногрудый дубоносовый кардинал, Pheucticus ludovicianus
    - Черноголовый дубоносовый кардинал, Pheucticus melanocephalus
    - Голубая гуирака, Passerina caerulea
    - Лазурный овсянковый кардинал, Passerina amoena
    - Индиговый овсянковый кардинал, Passerina cyanea
    - Многоцветный овсянковый кардинал, Passerina versicolor (*)
    - Расписной овсянковый кардинал, Passerina ciris
    - Американская спиза, Spiza americana